# Biélorussie
Bélarus
Pour les articles homonymes, voir Belarus (homonymie).
République de Biélorussie
République du Bélarus
(be) Рэспубліка Беларусь 
(ru) Республика Беларусь 
La Biélorussie ou le Bélarus,,, en forme longue la république de Biélorussie ou la république du Bélarus (en biélorusse : Беларусь et Рэспубліка Беларусь, en russe : Беларусь et Республика Беларусь), est un pays d'Europe orientale sans accès à la mer, bordé par la Lettonie au nord, par la Russie au nord-est et à l'est, par l'Ukraine au sud, par la Pologne à l'ouest, et par la Lituanie au nord-ouest.
Le pays, vaste plaine au climat continental, est couvert à 40 % de forêts, dont une forêt primaire abritant des espèces animales disparues du reste de l'Europe. Les principales ressources du pays, au sous-sol pauvre, sont l'agriculture et l'industrie. Dans le Sud du pays se trouve la région historique de Polésie, dont la partie orientale, difficile d'accès, surtout pour les étrangers, reste contaminée par les radiations de l'explosion en 1986 de la centrale nucléaire de Tchernobyl, de même que le Nord de l'Ukraine.
La Biélorussie, peuplée de 9 477 918 habitants en 2020, connaît une des densités de population les plus faibles du continent : 46 hab/km2. Les Biélorusses vivent majoritairement en milieu urbain ; les plus grandes villes du pays sont Minsk (la capitale), Homiel (ou Gomel), Hrodna, Mahiliow (ou Moguilev), Brest (anciennement Brest-Litovsk), Vitebsk et Babrouïsk.
Le pays fait partie du foyer d'origine des langues slaves. Son territoire fut autrefois inclus dans de grandes puissances : la Rus' de Kiev, le grand-duché de Lituanie, la république des Deux Nations, l'Empire russe puis l'Union des républiques socialistes soviétiques. Au sein de cette dernière, la Biélorussie fut l'une des républiques soviétiques. Elle fut très durement éprouvée lors de l'invasion allemande pendant la Seconde Guerre mondiale. Après 1986, elle fut l'une des zones les plus touchées par la catastrophe nucléaire de Tchernobyl. Elle devint indépendante lors de la dislocation de l'URSS, en décembre 1991. En 1994, Alexandre Loukachenko est élu premier président de la République, poste qu'il occupe encore en 2025. Les relations avec la Russie sont très étroites, notamment linguistiquement et économiquement ; les deux pays ont même envisagé de s'unir.
Dans les années 1990, comme son voisin russe, la Biélorussie a adopté l'économie de marché, mais a limité la privatisation de son industrie et de son agriculture, évitant ainsi d'importer ses tracteurs, ses réfrigérateurs et ses produits agricoles : les inégalités y sont moins fortes qu'en Russie. La Biélorussie a ainsi conservé un système d'État-providence reposant notamment sur la gratuité de l'éducation et de la santé. Depuis juillet 2010, la Biélorussie, la Russie et le Kazakhstan ont formé une union douanière, supprimant notamment les contrôles à leurs frontières communes.
La Biélorussie est l'un des derniers régimes autoritaires d'Europe. La vague de démocratisation des pays d'Europe centrale et orientale consécutive à la chute des régimes communistes en Europe a été réprimée dès 1992, sous la présidence de Stanislaw Chouchkievitch. Le président Loukachenko, ainsi que la majorité de ses proches collaborateurs, sont interdits de visa au sein de l'Union européenne et aux États-Unis en février 2011, en raison de pratiques politiques qualifiées de dictatoriales et répressives. Mais l'Union européenne abandonne ces sanctions en 2016, en raison de la guerre russo-ukrainienne et du rôle médiateur qu'y a joué la Biélorussie. À partir de l'été 2020, en raison de sa réélection avec un score de 80 % considérée comme entachée de lourdes fraudes, Alexandre Loukachenko fait face au soulèvement d'une partie de sa population, qui manifeste régulièrement et massivement son mécontentement.
En 2021, la Biélorussie met en place des vols et des déplacements internes pour faciliter le transit de migrants vers l'Union européenne, d'abord vers la Lituanie, puis vers la Lettonie et la Pologne, menant à une crise frontalière avec l'Union européenne. En février 2022, le pays sert de base arrière à l'armée russe pour l'attaque militaire de l'Ukraine par la frontière nord de cette dernière.

## Toponymie

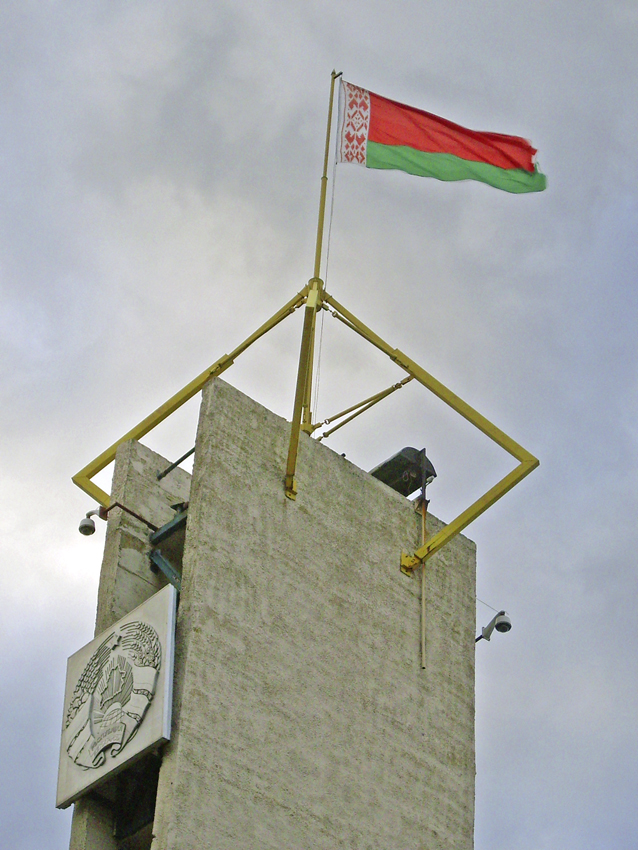
Drapeau et armoiries de la Biélorussie au poste-frontière de Terespol (Brest).

Le nom du pays est une adaptation slave de la forme latine Russia alba, mentionnée en russe à partir de la fin du XVe siècle comme белая русь (bielaïa rous’) et en polonais à la fin du XVIe siècle comme Ruś biała (« Ruthénie blanche », sous la plume de Maciej Stryjkowski). Cette forme est à l'origine des traductions françaises Russie blanche ou Ruthénie blanche que l'on rencontre dans les atlas jusqu'au début du XXe siècle.
Le nom évolue en russe à partir de 1772 et le premier partage de la Pologne : les gains territoriaux russes sont regroupés dans le gouvernement-général biélorusse (ru) (Белорусское генерал-губернаторство), on rencontre aussi — plus rarement — la forme courte Белорусь (Biélorous'). À la même époque apparaît en polonais la forme Białoruś, vraisemblablement sous l'influence du nom officiel de ces terres sous administration russe. Le calque du nom russe donne ultérieurement en français la forme Biélorussie.
L'orthographe Belarus reprend l'orthographe phonétique du biélorusse, qui note ainsi une voyelle non accentuée que l'orthographe historique du russe et du polonais note comme o. Le choix du toponyme prend — en russe — une connotation politique par la chute de l'Union soviétique, Biélorussie pouvant être perçu comme russe ou soviétique, Bélarus comme nationaliste ou indépendantiste.
Depuis le 19 septembre 1991, les autorités biélorusses utilisent la forme Беларусь (Bélarus). Elles demandent aux autres pays d'en faire autant, en utilisant une translittération proche du son biélorusse. La dénomination officielle de l'ONU en français est République du Bélarus (proposée par le gouvernement biélorusse lui-même), adaptation française de la transcription de Беларусь (Biélarous’). C'est cette appellation qui est utilisée par les gouvernements du Québec et du Canada, ainsi qu'en Suisse par le Département fédéral des affaires étrangères. En revanche, la Commission d'enrichissement de la langue française, la Commission nationale de toponymie (française), les ministères français des Affaires étrangères et de l'Éducation nationale[réf. nécessaire], l'Académie française, l'Institut national de l'information géographique et forestière (IGN, France) et le Service public fédéral Affaires étrangères belge utilisent le terme Biélorussie.
L'ambassadeur de Biélorussie en France a demandé à la Commission de toponymie de revoir sa position (séance du 11 décembre 2007), mais un revirement semble peu probable. Le russe est l'une des deux langues officielles de la Biélorussie ; on y trouve le terme Беларусь (Bélarous’) dans les documents imprimés en russe en Biélorussie. Le terme Белоруссия (Biéloroussia) est en revanche utilisé dans la plupart des documents en russe imprimés en Russie et ailleurs.
L'ajout de бела- (biéla-) « blanche » à la Русь (Rous’) (ou Ruthénie) pourrait provenir des Tatars baltiques pour désigner la partie de la Rous' qui leur payait tribut, ou bien, au contraire, de l'adjectif белая (bélaïa) signifiant « franche » c'est-à-dire exemptée de tribut.

## Histoire

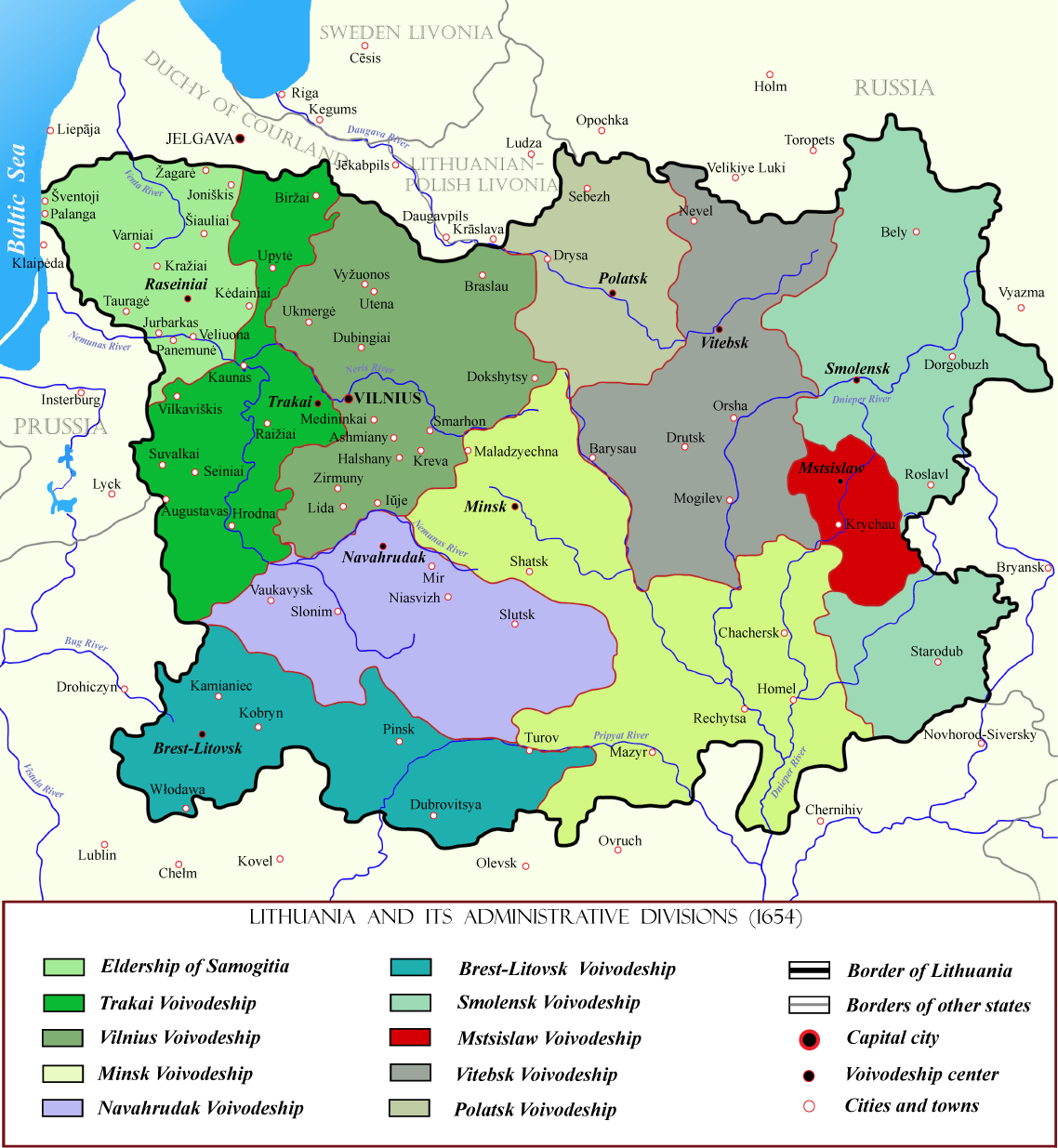
Carte des Voïvodies du Grand-Duché de Lituanie.

### Origines et formation
Le sud de la Biélorussie est pendant l'Antiquité le berceau des Protoslaves. D'après les fouilles archéologiques, ceux-ci se concentraient entre la Vistule et le haut-Dniepr. Les peuples slaves se dispersent lors des invasions barbares, et s'installent dans toute la moitié orientale de l'Europe, où ils constituent ensuite une multitude d'États, qui seront plus tard évangélisés.

### Moyen Âge

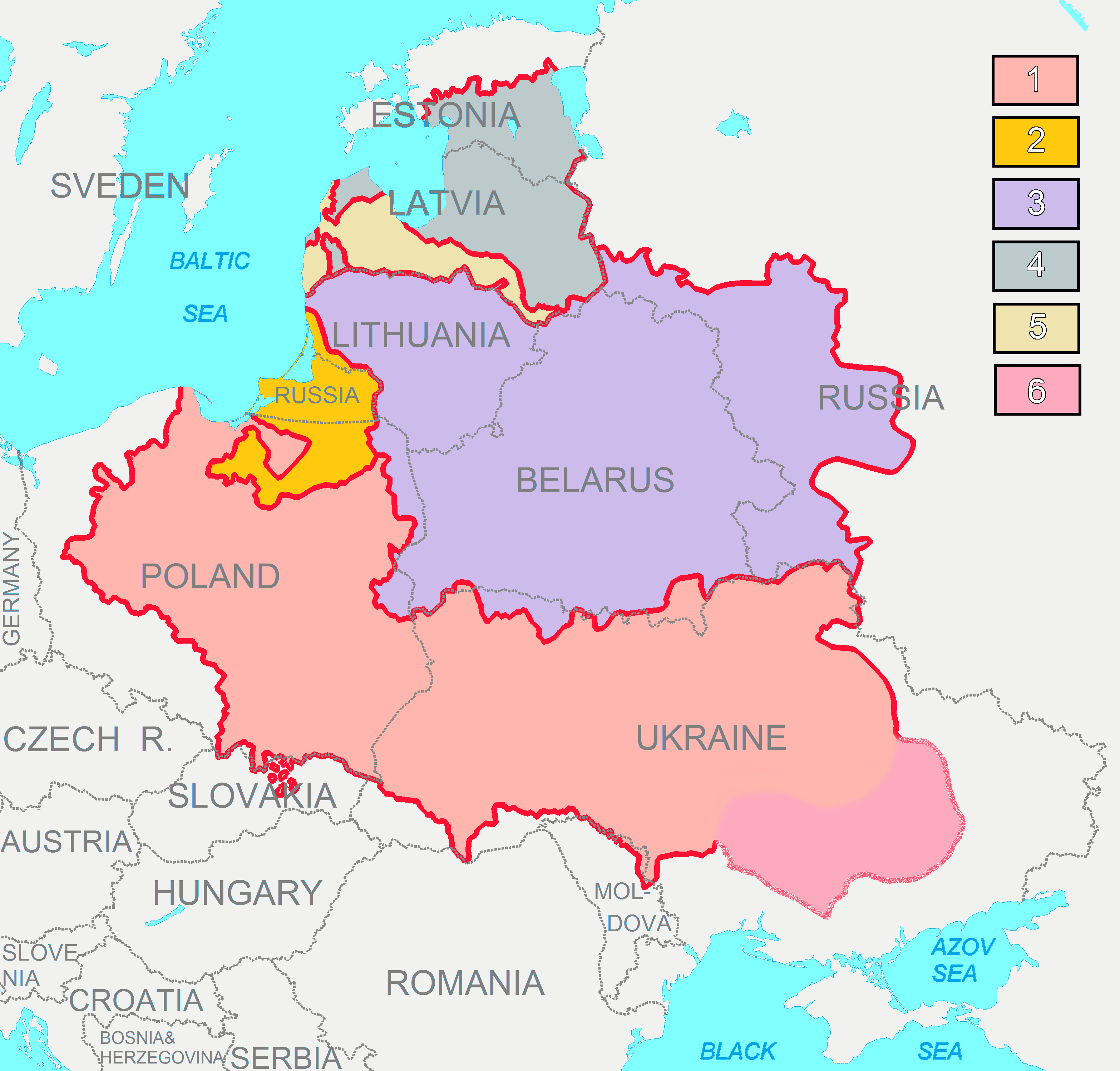
Le grand-duché de Lituanie en violet et le royaume de Pologne en rose saumon, en 1619. En gris, les frontières actuelles des États.

Au Xe siècle, la principauté de Polotsk gouvernait l'actuel territoire de la Biélorussie : c'était un État peuplé par des Slaves de l'Est. En 1067, Minsk apparaît dans les chroniques. La principauté est incluse en 1129 dans la Rus' de Kiev. Lors de la séparation des Églises d'Orient et d'Occident, leurs souverains et populations choisissent l'obédience orthodoxe. Les invasions des Mongols et de la Horde d'or au XIIIe siècle provoquent la chute de la Rus' de Kiev et sa dislocation en une multitude de petits fiefs. La principauté de Polotsk, sur le déclin, intègre le grand-duché de Lituanie, capable de la protéger d'autres invasions. Le Grand-Duché est majoritairement constitué des territoires actuels de la Lituanie et de la Biélorussie ; ses autres territoires sont le nord de l'Ukraine et la région de Smolensk.
En 1386, le grand-duché de Lituanie s'unit au royaume de Pologne et les deux États forment en 1569 la république des Deux Nations. Minsk, Brest, Polotsk, Vitebsk, Navahroudak et Mstsislaw sont chefs-lieux de voïévodies. Le découpage administratif de l'époque préfigure celui des voblasts de la Biélorussie d'aujourd'hui.

### Époque moderne

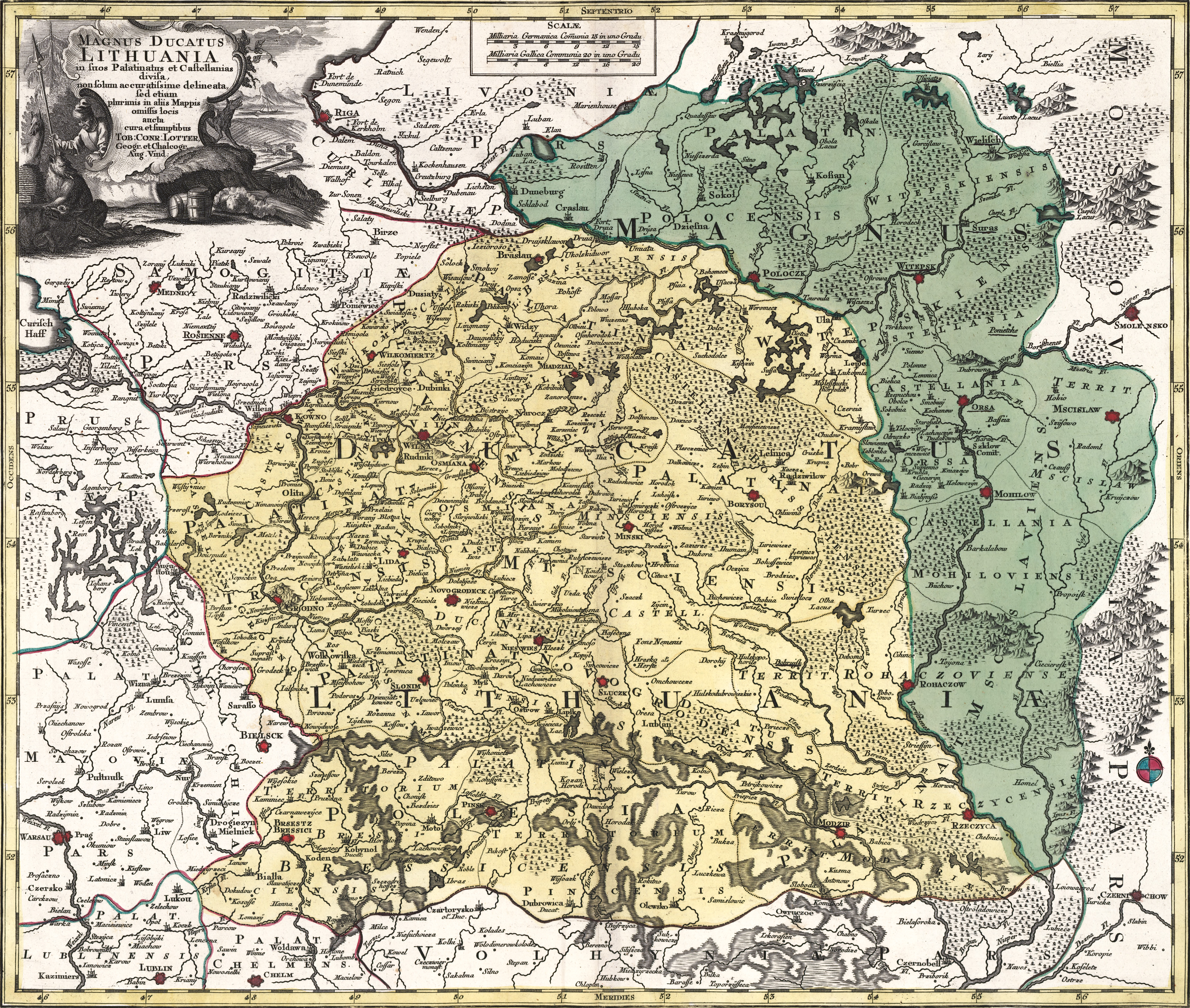
Magnus Ducatus Lithuania, Tobias Lotter, 1780.

En 1517, l'humaniste Francysk Skaryna publie la première bible en biélorusse ; c'est le premier témoignage imprimé de la langue.
Au début du XVIIIe siècle, lors de la grande guerre du Nord, la Biélorussie actuelle est traversée par les armées belligérantes : suédoise, puis russe. Le pays décline. La Russie, la Prusse et l'Autriche profitent de la fragilité politique qui paralyse la République des Deux Nations pour procéder à son partage, en 1772, 1793, puis 1795.
La Biélorussie est alors progressivement annexée par l'Empire russe. Vitebsk, Polotsk et Gomel sont rattachées en 1772, Minsk en 1793 et Brest en 1795. Le dernier territoire, Grodno, fut incorporé en 1808.

### Empire russe
Le pays est envahi par les troupes de Napoléon Ier en 1812. Quelques mois plus tard, les Français doivent retraverser la Biélorussie et connaissent là un des épisodes les plus éprouvants de la campagne de Russie, le passage de la Bérézina. Une mission française a conduit sur ce site une première campagne de fouilles en 2012, au moment du bicentenaire. La recherche de vestiges des ponts et des fosses communes des soldats de la Grande Armée a fourni de nombreuses informations, permettant une seconde campagne en 2013.
Tout au long du XIXe siècle, la Biélorussie subit fortement l'influence de la culture russe. L'importance de Minsk devient incontestable, et la ville est le foyer de la résistance culturelle biélorusse. Comme les autres régions industrielles de l'Empire, Minsk connaît les premiers mouvements ouvriers et accueille en 1898 le premier congrès du Parti ouvrier social-démocrate de Russie.
Pendant la Première Guerre mondiale, la Biélorussie est le théâtre de combats entre les Allemands et les Russes, et le front se stabilise sur une ligne allant de Pinsk à Braslaw.

### Première indépendance et Seconde Guerre mondiale
Après le traité de Brest-Litovsk entre l'Empire allemand et le gouvernement de Lénine, la Biélorussie se proclame indépendante le 25 mars 1918 et devient la République populaire biélorusse : Minsk est choisie comme capitale. Mais la Russie soviétique n'accepte pas cette indépendance et envahit le pays. Depuis 1919, la Rada de la République démocratique biélorusse est en exil. En 2017, il s'agit du plus ancien gouvernement en exil.
Le traité de Riga, signé le 18 mars 1921 après la guerre soviéto-polonaise, partage le territoire de la Biélorussie en deux : la partie occidentale est attribuée à la Deuxième République de Pologne, et la partie orientale devient la République socialiste soviétique de Biélorussie en 1922, lors de la création de l'Union des républiques socialistes soviétiques.
La Biélorussie souffre également des famines soviétiques de 1931-1933[source insuffisante],.
Dans la nuit du 29 au 30 octobre 1937, sur ordre du gouvernement soviétique, la plupart des représentants de l'élite intellectuelle biélorusse sont fusillés et sont ensuite réhabilités à titre posthume. Cet incident est appelé la « Nuit des poètes exécutés ».
En septembre 1939, la Biélorussie polonaise est le point de rencontre des forces allemandes, qui prennent Brest, et des Soviétiques, qui envahissent le pays par l'est. Les nazis remettent la ville et la forteresse aux Soviétiques. La Biélorussie ex-polonaise intègre alors la Biélorussie soviétique.
Le 22 juin 1941, la Biélorussie est envahie par l'Allemagne nazie : Brest est une nouvelle fois l'enjeu de durs combats. La Seconde Guerre mondiale est pour le pays un désastre. La forte minorité juive est alors anéantie : près de 800 000 juifs disparaissent dans les ghettos organisés par les forces d'occupation allemandes ou sont assassinés par les Einsatzgruppen, ce qui représente 90 % de la population juive du pays. Les villages chrétiens sont des centaines à être entièrement incendiés ; pour un soldat allemand tué par les partisans, dix otages civils sont pendus ou fusillés, femmes et enfants inclus. Aucun des belligérants ne respecte les conventions de Genève. Les grandes villes sont presque entièrement détruites, et au total la population est décimée à hauteur de 25 %. Minsk est reprise le 3 juillet 1944 par les troupes soviétiques, dans le cadre de l'opération Bagration, et l'ouest de la Biélorussie peu de temps après. Environ 98 % du patrimoine et des monuments historiques du pays sont détruits.

### De 1945 à 1990
Le 24 octobre 1945, la Biélorussie devient membre de l'Organisation des Nations unies, tout comme l'Ukraine. L'Union soviétique dispose ainsi de trois voix à l'Assemblée générale des Nations unies. C'est aussi une récompense concédée par les Alliés pour l'effort de guerre exceptionnel du pays[réf. souhaitée]. À la proposition de Joseph Staline de doter chaque république socialiste soviétique d'un siège à l'ONU, Franklin D. Roosevelt propose d'en faire autant pour chacun des quarante-huit États des États-Unis. On en reste finalement à ce compromis pour les seules Biélorussie et Ukraine.
Le pays, meurtri par la guerre, se relève peu à peu ; l'industrialisation massive orchestrée par le régime stalinien permettra la reconstruction des villes avant le début des années 1960.
Le 26 avril 1986, la Biélorussie est touchée par la catastrophe nucléaire de Tchernobyl. Le pays (qui ne possède aucune centrale nucléaire) reçoit environ 70 % des retombées radioactives de l'explosion de la centrale ukrainienne voisine, qui entraîne une contamination « en taches de léopard ». Deux millions de Biélorusses, dont 500 000 enfants, vivent dans les zones contaminées. Les populations ne sont pas évacuées et elles sont généralement très peu informées[réf. souhaitée].
La Biélorussie n'a jamais été un foyer de contestation au pouvoir central de Moscou. Signe du changement, le pape Jean-Paul II nomme en 1989 le premier évêque catholique biélorusse depuis la guerre. Peu de temps après, le 27 juillet 1990, la Biélorussie proclame sa « souveraineté ». Le 25 août 1991, l'indépendance est alors déclarée. Stanislaw Chouchkievitch est élu chef de l'État en septembre.
Le 8 décembre 1991 sont signés les accords de Minsk, qui créent la Communauté des États indépendants, regroupant la Russie et l'Ukraine, puis douze des autres anciennes républiques soviétiques. Minsk est choisie pour accueillir le siège de l'organisation et la Biélorussie rejoint la CEI le 21 décembre.

### République de Biélorussie

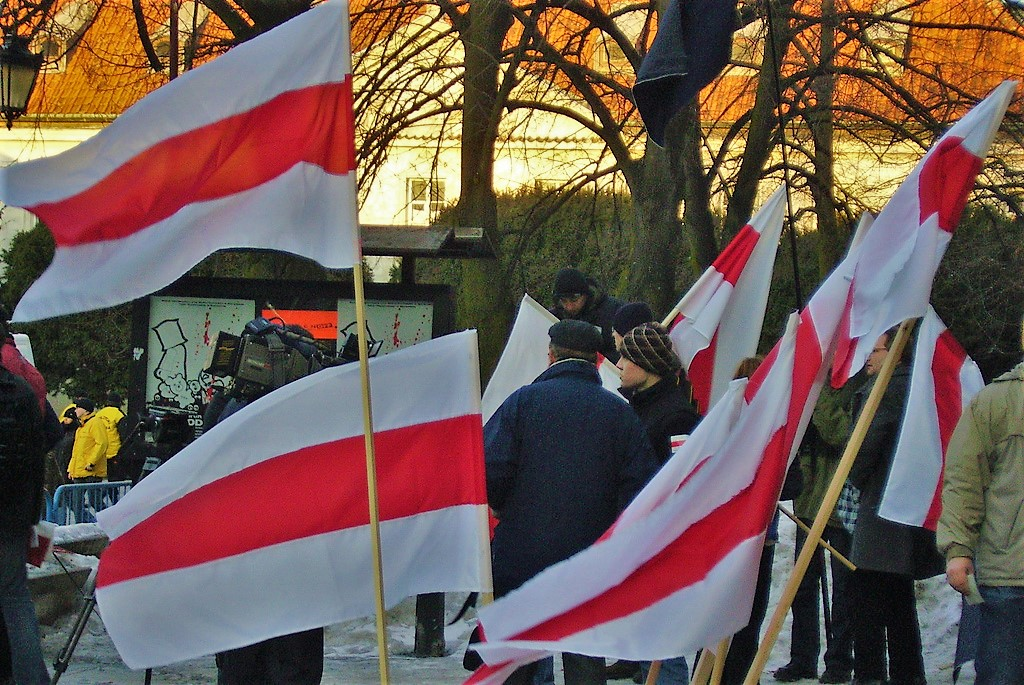
Le drapeau de la République populaire biélorusse de 1918 et de la Biélorussie indépendante entre 1991 et 1995 est aujourd'hui celui de l'opposition au président actuel Alexandre Loukachenko (concert Solidarité avec la Biélorussie, 12 mars 2006, Varsovie).

Après un bref intermède démocratique en 1991-1992, la Biélorussie présente le 12 mars 1993 sa candidature au Conseil de l'Europe. Rejeté en raison de son maintien de la peine de mort et de son gouvernement peu démocratique, le pays restera longtemps le seul État du continent européen à ne pas en faire partie (jusqu'à ce que la Russie en soit exclue en 2022). Après cet épisode, Alexandre Loukachenko produit un rapport qui mène à la destitution du président Stanislaw Chouchkievitch, pour corruption.
Loukachenko est élu le 10 juillet 1994 président de la République, avec 80 % des voix ; il dote la Biélorussie d'une nouvelle constitution à sa convenance. Il appuie sa politique sur la nostalgie du communisme, sous un gouvernement autoritaire. En 1995 et à la suite du référendum organisé par Alexandre Loukachenko, le drapeau de la Biélorussie reprend les couleurs de celui de la République socialiste soviétique de Biélorussie. La Biélorussie est également, avec la Transnistrie, l'une des rares anciennes républiques issues de l'ancienne Union soviétique à maintenir le nom de KGB pour ses services de renseignements. En 1996, Loukachenko signe un accord de partenariat avec la Russie et visite la France pour la première fois. Il fait amender la constitution après un référendum, renforçant le pouvoir présidentiel et allongeant la durée de son mandat de deux ans.
En 1997, le traité d'union russo-biélorusse est signé à Moscou. Ce traité permet à Alexandre Loukachenko et Boris Eltsine d'envisager une union politique et monétaire entre la Russie et la Biélorussie. Le traité instaure également des tarifs préférentiels pour le commerce entre les deux pays, ce qui évite une pénurie à la Biélorussie.
En 1998, la « crise des résidences » secoue les relations diplomatiques entre les pays occidentaux et la Biélorussie : les ambassadeurs occidentaux sont rappelés à la suite de pressions subies en vue de les expulser de la zone résidentielle de Drozdy, jouxtant la résidence du président. Il faut attendre 1999 pour qu'un compromis soit trouvé, et que les ambassadeurs européens et des États-Unis retournent à Minsk.
Le 16 mai 1999, l'opposition organise une élection présidentielle non officielle à la date correspondant à la fin du mandat du président Alexandre Loukachenko, selon les termes précédant la modification de la constitution. Entre 1999 et 2000, quatre personnalités d'opposition ont disparu : Ioury Zakharanka, Viktar Hantchar, Anatol Krassowski (be) et Dmitri Zawadski. En outre, en mars 1999, l'homme politique d'opposition Henadz Karpenka est mort d'une crise cardiaque.
L'arrivée au pouvoir de Vladimir Poutine en 2000 freine le processus de rapprochement entre la Russie et la Biélorussie, à cause de ses mauvaises relations avec Loukachenko, notamment sur la question des prix du gaz russe. La Biélorussie continue néanmoins d'être une alliée de la Russie, particulièrement au moment de l'arrivée au pouvoir en Russie de Dmitri Medvedev.
Alexandre Loukachenko est réélu haut la main en 2001, en 2006 (alors que le KGB biélorusse, en dehors de tout contrôle judiciaire, menace de peine de mort les « terroristes » qui oseraient manifester contre les résultats du scrutin), en 2010, malgré un mouvement d'opposition s'inspirant de la révolution orange ukrainienne, mais qui reste beaucoup plus faible numériquement, puis en 2015 et enfin en 2020, malgré une contestation de la population qui entraîne des manifestations et grèves massives contre les résultats du scrutin.

## Politique

### Laïcité
La constitution de 1994 fait de la Biélorussie un État laïc. Les religions principales sont le christianisme orthodoxe et le catholicisme (notamment chez la minorité polonaise).
La Biélorussie est considérée comme étant modérément religieuse selon la Swiss Meta Data Base of Religious Affiliation in Europe (SMRE, entretenue par l'université de Lucerne). C'est un pays multiconfessionnel, exerçant une administration publique faible dans la sphère religieuse.

### Gouvernement d'Alexandre Loukachenko
Le président biélorusse Alexandre Loukachenko est élu en 1994 et réélu en 2001, 2006, 2010, 2015 et 2020. Il conduit une politique dirigiste sur le plan économique et nationaliste dans ses relations extérieures. La majorité présidentielle le soutenant est formée notamment par :
- le Parti communiste de Biélorussie ;
- le Parti social-sportif de Biélorussie (en)[45] ;
- le Parti libéral-démocrate de Biélorussie, nationaliste et légèrement libéral pour les questions économiques ;
- le Parti républicain du travail et de la justice (en), inspiré par la social-démocratie, le parti entend promouvoir des réformes démocratiques tout en préservant le système social biélorusse ;
- le Parti agrarien de Biélorussie, une fraction du parti s'en est détachée pour intégrer les rangs de l'opposition.

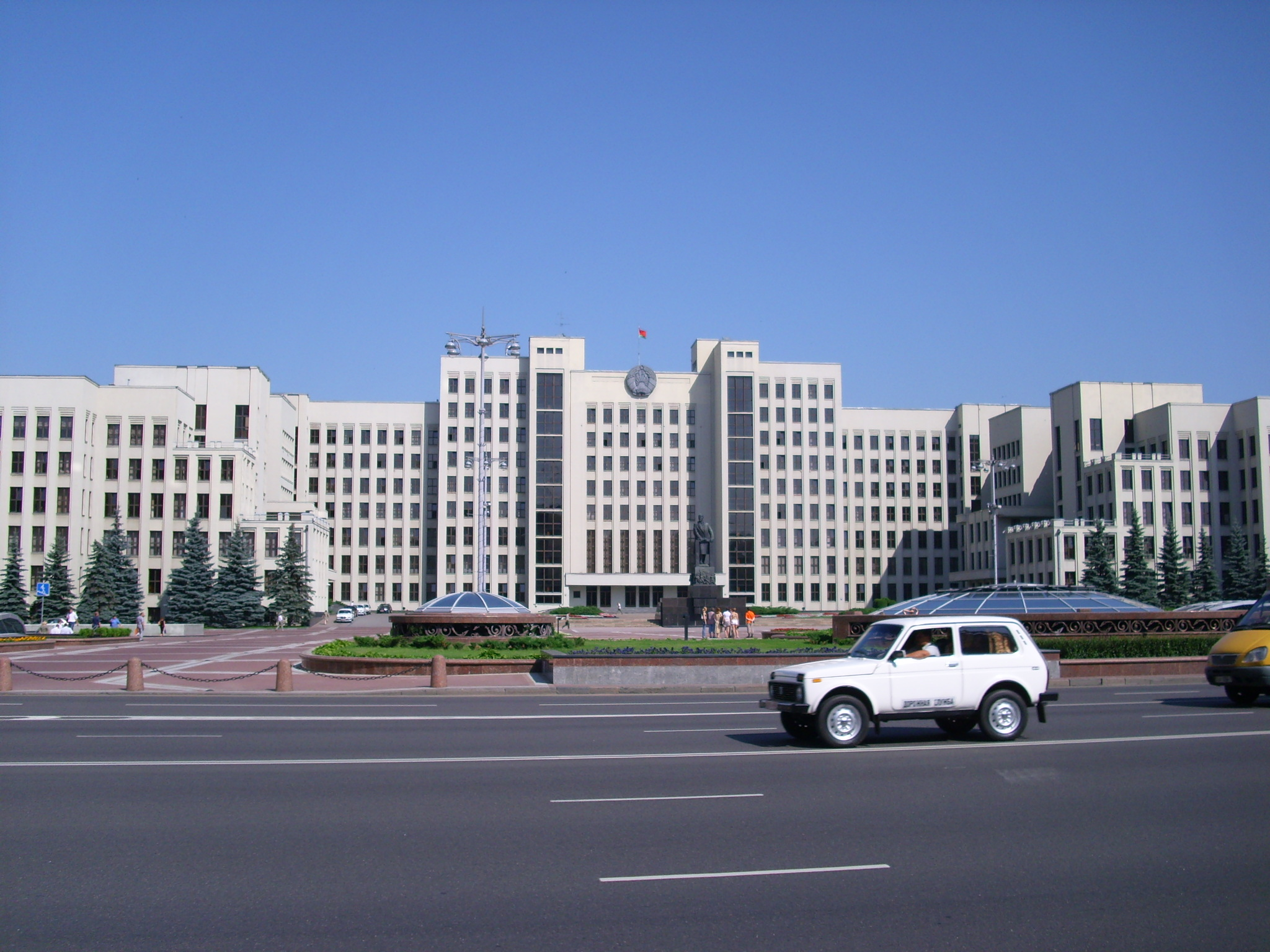
Le siège du gouvernement biélorusse à Minsk.

Le 19 mars 2006, Loukachenko est réélu président de la République. Le déroulement de ces élections est contesté par le Conseil de l'Europe et par l'OSCE, alors que toute la Communauté des États indépendants qualifie le scrutin de transparent et ouvert. La « République de Bélarus » est parfois désignée comme la « dernière dictature d'Europe »,,. Le faible indice de démocratie du pays, au 146e rang mondial, le classe parmi les régimes autoritaires. Ales Bialiatski qualifie le régime biélorusse de totalitaire.
Le 29 mars 2006, l'Organisation du traité de l'Atlantique nord décide de réévaluer son partenariat avec le Bélarus. Le 16 mai de la même année, les États-Unis interdisent à Loukachenko et à des officiels biélorusses de se rendre sur le territoire américain.
En 2012, l'association Reporters sans frontières, qui dresse une carte mondiale de la cybercensure, place la Biélorussie parmi les ennemis d'Internet. Dans le classement de la liberté de la presse 2015 de Reporters sans frontières, la Biélorussie est classée 157e sur 180 pays.
La Biélorussie est le dernier pays européen à pratiquer la peine de mort. Ainsi, Dmitri Konovalov et Vladislav Kovalev, âgés tous deux de 25 ans, sont condamnés à la peine de mort par la Cour suprême de Biélorussie, ayant été jugés coupables de l'attentat du métro de Minsk le 11 avril 2011 qui a fait quatorze morts et 204 blessés. Ils sont exécutés le 18 mars 2012.

### Opposition politique
Le but des opposants biélorusses est de faire barrage au gouvernement d'Alexandre Loukachenko, qu'ils qualifient d'autoritaire, et d'établir une démocratie dans le pays. Au nom de la démocratie ou de la transition démocratique, à Vilnius en Lituanie, des camps de formation informatique sont fondés pour les mouvements d'opposition. Ces TechCamps forment à l'organisation de l'action politique via internet et les réseaux sociaux.
Des nationalistes conservateurs du Parti du front populaire biélorusse au Parti des communistes de Biélorussie, une coalition s'est mise en place, associée à des ONG opposées au gouvernement de Loukachenko.
En octobre 2005, le Congrès des forces démocratiques de Biélorussie a désigné Alexandre Milinkevitch comme candidat à l'élection présidentielle. Le Congrès des forces démocratiques de Biélorussie représente la très grande majorité des partis d'opposition. Les principaux partis qui le composent sont :
- le Parti du front populaire biélorusse, dirigé par Ryhor Kastoussiow. Il est parfois considéré comme le parti de l'intelligentsia. Il se situe à droite de l'échiquier politique. Ses membres, conservateurs, défendent l'idée d'une renaissance nationale de la Biélorussie (la langue biélorusse n'est parlée couramment que par une minorité de la population, la langue du quotidien dans les villes importantes étant le russe). Ce parti est pro-occidental, pro-polonais et anti-russe, reprochant d'ailleurs vivement à Loukachenko sa politique de rapprochement avec la Russie ;

- le Parti civil uni de Biélorussie, dirigé par Mikalaï Kazlow[45], d'orientation libérale ;
- le Parti des communistes de Biélorussie. Le Parti communiste s'est scindé sur la question de l'attitude à avoir face au gouvernement en place. Le Parti des Communistes de Biélorussie, qui a gardé une influence certaine, appelle au rétablissement de la constitution démocratique qui a été vidée de sa substance par Loukachenko en 1997 à son profit. Le Parti des communistes de Biélorussie est bien intégré dans l'opposition, malgré les différences idéologiques qui le séparent des autres partis. C'est lui qui est chargé de la campagne électorale de Milinkievitch. Le gouvernement tente de bâillonner son journal Tavarych. Ce parti a un mouvement de jeunesse assez actif ;
- le Parti patriote biélorusse (en)[45], dirigé par Mikalaï Oulakhovitch ;
- Malady Front, « Front de la jeunesse ». Proche des nationalistes, ce mouvement politique regroupe des jeunes anti-Loukachenko. Il a beaucoup d'activité sur la scène politique. Conservateur, il milite en faveur de la renaissance nationale biélorusse. Il est également vu comme pro-occidental et anti-russe.

En mai 2021, le régime détourne un avion de la compagnie Ryanair effectuant un vol d'Athènes à Vilnius et survolant la Biélorussie, afin d'arrêter un passager opposant politique.

### Mouvement associatif pro-démocratique
Bien que leurs liens soient assez évidents avec les partis d'opposition, les associations n'inscrivent pas leur action dans un cadre purement politique.
Zubr (« Le Bison », d'après l'animal emblématique de Biélorussie) est une organisation de jeunesse. Elle revendique environ 2 000 membres. Le but de cette organisation est l'établissement de la démocratie en Biélorussie, l'intégration à l'Union européenne et à l'OTAN. Créée en 2001, cette organisation revendique une certaine filiation avec les Serbes de Otpor (étudiants serbes très actifs dans la lutte contre le gouvernement de Slobodan Milošević) et des Ukrainiens de Pora! (actifs dans la révolution orange). Au départ, cette association était surtout estudiantine, beaucoup de ses membres ont par ailleurs été chassés de l'université ; elle s'est depuis élargie à l'ensemble de la jeunesse. Mouvement depuis auto-dissous pour se fondre au sein du mouvement d'opposition unitaire.
La Journées de la solidarité n'est pas à proprement parler une association. Elle naît de l'initiative d'Iryna Krassouskaïa, veuve d'Anatol Krassouski, un homme d'affaires proche de l'opposition disparu en 1999, très probablement assassiné, d'Iryna Khalip, journaliste connue pour son combat contre le gouvernement, et de Mikita Sassim, activiste.
Depuis octobre 2005, tous les seize du mois, les Journées de la solidarité appellent à des manifestations silencieuses aux chandelles pour commémorer l'enlèvement de Viktar Hantchar et d'Anatol Krassouski. Plus largement, cette action a comme but d'appeler à la solidarité envers tous ceux qui luttent pour la démocratie en Biélorussie.
Depuis 2006, les Jeunes Européens fédéralistes (JEF-Europe), appellent à la mobilisation contre la « dictature de Loukachenko », mobilisation suivie dans plus de 120 villes à travers le monde, chaque année le 18 mars.

### Violations des droits humains
Entre 1999 et 2000, quatre personnes anti-gouvernement disparaissent : Ioury Zakharanka, ancien ministre de l'Intérieur, Viktar Hantchar, vice-président du Parlement biélorusse et son collègue Anatol Krassowski (be), ainsi que Dzmitry Zavadski, un cadreur de la chaîne de télévision publique russe ORT. Hantchar et Krassowski disparaissent le jour même d'une émission de la télévision d'État dans laquelle Loukachenko ordonnait aux chefs de ses services de sécurité de sévir contre la « racaille de l'opposition ». Bien que le Comité de sécurité nationale biélorusse (KGB) les ait placés sous surveillance constante, l'enquête officielle annonce que l'affaire ne peut être résolue. L'enquête sur la disparition du journaliste Dzmitry Zavadski en 2000 ne donne pas non plus de résultats. Des copies d'un rapport de l'Assemblée parlementaire du Conseil de l'Europe, qui relie de hauts fonctionnaires biélorusses aux cas de disparitions, sont confisquées par les autorités. En mars 1999, le militant d'opposition Henadz Karpenka meurt quant à lui dans des circonstances mystérieuses.
En décembre 2019, la Deutsche Welle diffuse un film documentaire dans lequel Iouri Garavski, ancien membre d'une unité spéciale du ministère biélorusse de l'Intérieur, affirme que c'est son unité qui a arrêté, emmené et assassiné Zakharanka et qu'ils ont ensuite fait de même avec Viktar Hantchar et Anatol Krassowski.
Au cours des manifestations biélorusses de 2020-2021, les manifestants sont victimes de violentes persécutions de la part des autorités. Une déclaration du Haut-Commissariat des Nations unies aux droits de l'homme le 1er septembre cite plus de 450 cas documentés de torture et de mauvais traitements de détenus, ainsi que des rapports d'abus sexuels et de viols

### Politique extérieure

#### Relations avec la Russie
Avec la Russie, la Biélorussie s'est engagée en avril 1997, dans un processus d'union de type confédéral qui dépasserait les objectifs d'une simple union douanière et monétaire. La dépendance de Minsk en énergie et en termes de débouchés permet à Moscou de préserver son influence dans cette république slave. Fin 2006, la Biélorussie a ardemment négocié le prix de son gaz, qu'elle payait jusqu'à cette date 47 $ pour 1 000 m3 (contre plus de 250 $ alors sur le marché européen). Menaçant de couper les robinets à moins d'obtenir le prix qu'elle demandait, la Russie a obtenu un accord final in extremis le 31 décembre 2006 à un prix de 100 $ pour 1 000 m3. Elle a de plus obtenu une compensation, sous la forme de 50 % de titres dans la société gazière biélorusse Beltransgaz (dont le montant affiché de 5 milliards de dollars était estimé surévalué par les experts russes). En réaction, la Biélorussie a appliqué une taxe sur le transit du pétrole russe vers les pays situés plus à l'ouest (45 $/t), qu'elle a dû abandonner quelques jours après sous la pression de la Russie. Cette confrontation entre les deux alliés traditionnels s'est déroulée malgré le soutien que la Russie apporte traditionnellement au président Loukachenko, toujours au pouvoir à la suite de l'élection présidentielle controversée du 19 mars 2006, qui lui a valu les critiques des pays européens.
Le projet d'union politique et monétaire entre la Russie et la Biélorussie n'a cependant pas beaucoup avancé. Cela pourrait être lié aux conflits récurrents sur la question gazière entre la Russie et la Biélorussie, mais aussi sur le nom du futur dirigeant de l'Union. À ces problèmes d'organisation interne s'ajoutent également les problèmes géopolitiques aux frontières ouest et sud-ouest de la Russie, liées aux relations conflictuelles avec les anciens pays membres du pacte de Varsovie devenus membres de l'Union européenne, mais aussi avec les guerres du Caucase.
En 2007 est lancé le projet de centrale nucléaire d'Astraviets, à la suite du conflit d'énergie entre la Russie et la Biélorussie.
En 2015, la Biélorussie rejoint l'Organisation de coopération de Shanghai, en qualité d'observateur.
En février 2022, lors de l'Invasion de l'Ukraine, la Biélorussie sert de base arrière à de nombreux mouvements de troupes russes. De nombreux observateurs font à cette occasion remarquer que la souveraineté du pays a à peu près disparu, la Biélorussie étant devenue un pays vassal de la Russie, ce qui correspond en effet aux vues de Vladimir Poutine,. En conséquence, l'opposante politique Svetlana Tikhanovskaïa accuse Alexandre Loukachenko de « haute trahison », affirmant qu'« il a perdu le droit de s’exprimer au nom du peuple biélorusse » et décrétant en conséquence la formation d'un gouvernement en exil,.

#### Relations avec l'Union européenne
À la suite de l'arrivée au pouvoir d'Alexandre Loukachenko en 1994, les relations bilatérales se sont détériorées et distancées. Bien qu'elles se soient améliorées depuis 2008,, les résultats de l'élection présidentielle biélorusse de 2010, qui ont été contestés par l'opposition, et ont vu réélire Loukachenko, ont été source de nouvelles tensions.

#### Relations avec l'ONU
L'ONU crée en 2012 la fonction de « rapporteur spécial des Nations unies sur la situation des droits de l'homme en Biélorussie », poste occupé par Miklós Haraszti (2012-2018) puis Anaïs Marin (depuis le 1er novembre 2018).

#### Sanctions internationales
L'Union européenne s'accorde en juin 2021 sur de lourdes sanctions contre la Biélorussie. Des secteurs-clés de son économie, comme la potasse, le tabac ou les produits pétroliers raffinés, sont ciblés, les échanges commerciaux en lien avec ces secteurs étant dorénavant interdits. L'embargo sur les armes est renforcé. Des dizaines de responsables politiques et fonctionnaires sont également visés par des sanctions. Il leur est interdit de séjourner sur le sol européen et leurs éventuels avoirs sont saisis. Les États-Unis, le Canada et le Royaume-Uni annoncent à leur tour des mesures analogues.
Le soutien logistique de la Biélorussie à l'invasion de l'Ukraine par la Russie en 2022 provoque le renforcement des sanctions internationales, notamment occidentales, contre le pays,.

### Élection présidentielle de 2010
Après seize années à la tête de la République, Alexandre Loukachenko briguait sans surprise un quatrième mandat consécutif. Le scrutin de décembre 2010 le crédite de 79,67 % des voix. L'Organisation pour la sécurité et la coopération en Europe (OSCE) évoque un dépouillement « imparfait », et une élection « loin des principes démocratiques »,,,,.
Le dimanche 19 décembre 2010, jour de la proclamation des résultats du scrutin, de nombreuses manifestations protestant contre la falsification des résultats sont émaillées de violences policières. Des portes et fenêtres du siège gouvernemental sont cassées, des centaines de manifestants d'opposition arrêtés. Sept des neuf candidats de l'opposition sont arrêtés le même jour. L'Union européenne et les États-Unis condamnent la vague de répression.
Le 22 décembre, alors que la Russie entend « ne pas commenter cette élection, qui est un évènement interne à la Biélorussie et externe à la Fédération russe », le président de la République ukrainienne, Viktor Ianoukovytch reconnaît la victoire de Loukachenko et « félicite le vainqueur, M. Loukachenko, pour sa victoire dans cette élection », tandis que le président de la république du Kazakhstan, Noursoultan Nazarbaïev, « salue la victoire de Loukachenko, et le reconnaît vainqueur de l'élection présidentielle ».

### Sanctions internationales de 2011
En signe de protestation contre les arrestations d'opposants au gouvernement, et après plusieurs années d'ouverture diplomatique, l'Union européenne et les États-Unis décident début 2011 une série de sanctions, faisant suite à celles initiées en 2006 (puis levées en 2008 après des concessions biélorusses).
Fin janvier, les sanctions européennes prévoient le gel d'importants avoirs financiers et économiques, ainsi que l'interdiction de visa européen pour 158 personnes dont le président Alexandre Loukachenko, deux de ses fils, le ministre de la défense Iouri Jadobine et le chef du KGB de la Biélorussie, Vadim Zaïtsev.
De leur côté, les États-Unis ont annoncé un nouveau train de sanctions contre la Biélorussie, dont la révocation d'une licence permettant les relations d'affaires entre des citoyens américains et deux filiales de Belneftekhim, la compagnie nationale biélorusse d'hydrocarbures.
Par ailleurs, l'Union européenne a interrompu son dialogue avec la Biélorussie, et l'OSCE a quitté le pays le 31 mars 2011, en signe de protestation et sanction.

### Levée de sanctions de l'Union européenne en 2016
Le 15 février 2016, les ministres des affaires étrangères des États membres de l'Union européenne ont décidé, à l'unanimité de lever la quasi-totalité des sanctions européennes frappant la Biélorussie.
Trois entreprises et 170 personnalités biélorusses interdites de visas, et dont les avoirs étaient gelés dans l'UE, sont concernées, en tête desquelles le président Alexandre Loukachenko.
Toutefois, l'embargo sur les armes reste en vigueur, pour une période de douze mois, de même que les mesures restrictives à l'encontre de quatre personnes liées aux disparitions non résolues de deux figures de l'opposition.

### Élection présidentielle de 2020
Après 26 ans au pouvoir, le président sortant Alexandre Loukachenko, se présente pour un 6e mandat à la présidence de la république de Biélorussie. En juin 2020, les candidats de l'opposition Viktar Babaryka et Sergueï Tikhanovski sont arrêtés et exclus de l'élection présidentielle biélorusse de 2020. La femme de Sergueï Tikhanovski, Svetlana Tikhanovskaïa, se présente à sa place. Viktar Babaryka, considéré comme le principal opposant au président de la République de Biélorussie, est arrêté par les forces de l'ordre du pouvoir et accusé de « délits financiers ».
La candidature de Svetlana Tikhanovskaïa est validée par la Commission électorale et réussit à fédérer les partisans de deux autres opposants : Viktar Babaryka (arrêté en juin pour « délits financiers ») et Valéri Tsepkalo (dont les signatures ont été invalidées en grand nombre).
Pendant sa campagne électorale, elle n'hésite pas à dénoncer le régime autoritaire et dictatorial de Loukachenko et demande la libération de tous les prisonniers politiques biélorusses. Elle accuse également le président de ne pas avoir pris les mesures adéquates nécessaires pour lutter contre la pandémie de Covid-19. Aux côtés de Véronika Tsepkalo, épouse de Valéry Tsepkalo, et Maria Kolesnikova, directrice de campagne de Viktar Babaryka, elle incarne selon certains médias la « révolution des femmes ».
À la veille du scrutin du 9 août, Maria Kolesnikova et la porte-parole de Svetlana Tikhanovskaïa, Maria Moroz, sont arrêtées pour des raisons inconnues.
L'Union européenne envisage des sanctions contre la Biélorussie à partir du 14 août 2020, en raison de la répression des manifestations.
Le 19 août 2020, à la suite d'une réunion extraordinaire, l'Union européenne annonce ne pas reconnaître le résultat de l'élection présidentielle et annonce des sanctions contre des responsables biélorusses.

## Découpage administratif

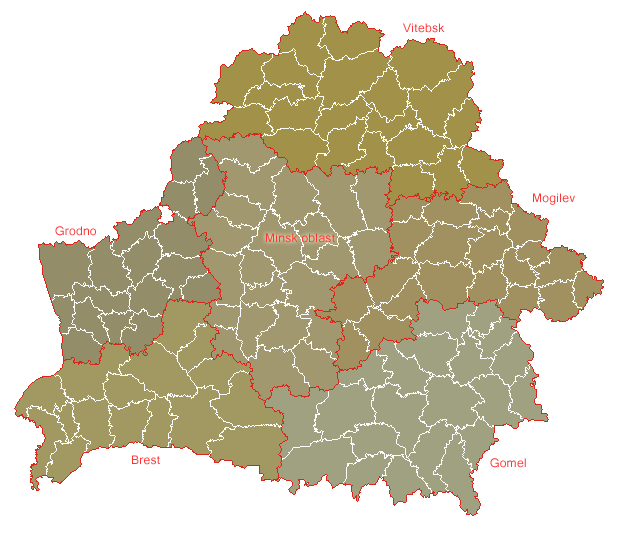
Les voblasts et les raions de Biélorussie.

Les principales divisions administratives biélorusses sont les voblasts (Вобласць en biélorusse). Ces voblasts, au nombre de six, sont nommés d'après leur chef-lieu. Minsk, en tant que capitale et plus grande ville du pays, possède un statut particulier, qui fait d'elle un chef-lieu de voblast et une municipalité autonome.
Les voblasts sont eux-mêmes divisés en d'autres unités, qui varient selon l'environnement. Les principales unités sont les raions et les villes.

## Géographie

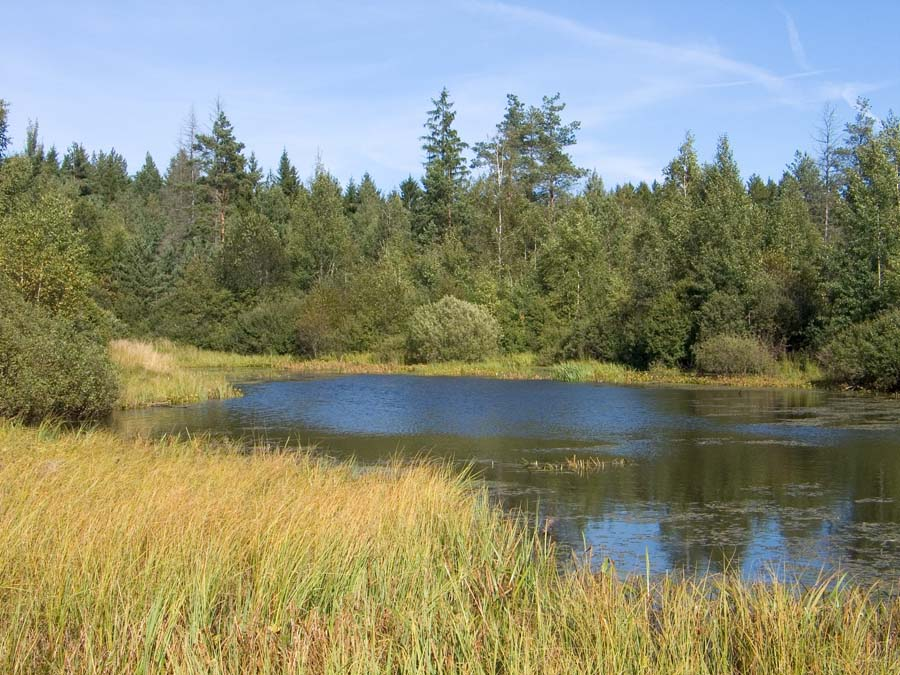
Un paysage naturel biélorusse.

La Biélorussie est située sur la bordure orientale de l'Europe, sans accès à la mer. Plus à l'est, la Russie partage avec elle 959 km de frontières. Au sud se trouve l'Ukraine, qui possède 891 km de frontières communes, à l'ouest la Pologne (605 km de frontières), au nord-ouest la Lituanie (502 km), au nord la Lettonie (102 km). Le pays dispose ainsi de 3 098 km de frontières terrestres en tout.
La Biélorussie a une superficie de 207 600 km2.
Le territoire biélorusse est ouvert (sans limites naturelles précises). Il s'agit d'une grande plaine de faible altitude (159 mètres d'altitude en moyenne), dont le point le plus élevé est le mont Chauve, appelé par les Soviétiques mont Dzerjinski (345 mètres).
Ce pays plat possède une des plus vastes régions marécageuses d'Europe (le marais du Pripiat) et est couvert de vastes forêts. Il est aussi sillonné par de grands fleuves (la Dvina et le Niémen, qui drainent les cours d'eau du Nord et de l'Ouest du pays vers la mer Baltique, et le Dniepr, qui draine ceux de l'Est et du Sud vers la mer Noire) et par de nombreuses rivières, le territoire étant ponctué de plus de dix mille lacs (le plus grand, le lac Naratch, a une superficie de 79,6 km2) qui lui valent le surnom de « pays aux yeux bleus ». Les terres marécageuses ou humides occupent ainsi presque un tiers du territoire, et les forêts un autre tiers.
La Biélorussie connaît un climat continental et humide. La moyenne annuelle des précipitations varie entre 550 et 700 mm. Les températures maximales d'ouest en est varient de −4 °C à −8 °C en janvier, et de 17 °C à 19 °C en juillet.
Trois grandes régions naturelles sont généralement distinguées :
- le Nord : le climat y est rigoureux, les terres pauvres, la densité de la population particulièrement faible ;
- le Centre est plus dense et couvert de terres plus riches ;
- le Sud (Polésie et région de Homiel) : marécages et forêts y dominent, la densité de la population est faible.

Outre la capitale Minsk (1 950 000 hab), les principales villes sont Homiel (520 000 hab), Mahiliow (378 000 hab), Vitebsk (370 000 hab), Hrodna (365 000 hab), Brest (340 000 hab) et Bobrouïsk (217 000 hab). En tout, quinze villes comptent plus de cent mille habitants.

## Économie

Évolution historique du PIB réel par habitant en Biélorussie.

Après leurs études, les étudiants doivent travailler deux ans à un poste généralement assigné par leur centre universitaire n'importe où en Biélorussie. Toutes les professions sont concernées par le dispositif. Les étudiants diplômés ont également la possibilité de présenter un emploi qu'ils ont eux-mêmes trouvé, mais doivent obtenir l'autorisation de leur université avant de l'exercer. Créé à l'époque communiste et en partie maintenu après l'indépendance de la Biélorussie, ce dispositif a pour but de répondre à l'« exigence de protection sociale des jeunes diplômés et à la satisfaction des besoins en spécialistes, ouvriers et employés des branches de l'économie et de la sphère sociale ». D'après les autorités, ce système a obtenu de bons résultats en matière de lutte contre la désertification des régions rurales et des petites villes.
Les entreprises publiques rassemblent 50 % des salariés et sont à l'origine de 60 % de la production nationale. L'économie biélorusse a connu au milieu des années 2010 des taux de croissance proches des 10 %. Les inégalités sont assez faibles au regard des autres pays européens et si 6 % de la population du pays vivent sous le seuil de pauvreté, ce taux reste inférieur à celui de la Pologne voisine (14,8 %).
Le secteur agricole ne représente que 8 % du PIB (en 2020) mais procure une certaine autonomie alimentaire au pays. Ainsi, moins de 10 % des produits agricoles sont importés en Biélorussie. Le gouvernement d'Alexandre Loukachenko a choisi de maintenir un système agricole collectivisé, préservant ainsi la tradition soviétique. Ce modèle économique s'accompagne d'un modèle social populaire, avec le développement d'un important service public de proximité.
- Monnaie : Rouble biélorusse (BYN), taux de change (flottant) : environ 2,1 roubles biélorusses (BYN) pour 1 € (décembre 2016)[95]
- PIB : 63 270 millions de dollars (2012)
- PIB par habitant (en parité de pouvoir d'achat) : 7 561 dollars (2004)
- Taux de croissance : 9 % (2005)
- Part du secteur privé dans le PIB (%) : 25 (2005)
- Taux de chômage officiel (en % des actifs) : 1,9 (décembre 2004), 1,5 (2011)
- Salaire moyen mensuel : 261 dollars (décembre 2005) 477 dollars (2012)
- Taux d'inflation : 18,1 % (2004)
- Exportations (en millions de dollars) : 15 977 (2005)
- Importations (en millions de dollars) : 16 699 (2005)
- Investissements étrangers (en millions de dollars) : 210 (1989–2004)
- Dette extérieure (en millions de dollars) : 745 (décembre 2005)
- Rang mondial selon l'indice de développement humain (IDH) : 60e (2021)[5]
- Rang mondial selon l'indice de perception de la corruption : 107e (2005)
- Main d'œuvre selon les secteurs d'activité : (2016)[4]
  - agriculture : 9,7 %
  - industrie : 23,4 %
  - services : 66,8 %
- Composition du PIB par secteurs d'activité : (2017)[4]
  - agriculture : 8,1 % (lait, viande)
  - industrie : 40,8 % (pétrochimie, constructions mécaniques)
  - services : 51,1 %
- Main d'œuvre : 4,381 millions (2016)[4]

En 2024, la Biélorussie est classée en 85e position pour l'indice mondial de l'innovation.

## Politique sociale
Le modèle social de la Biélorussie reste en partie inspiré de la période communiste. « Le modèle social promu par Loukachenko, relève l'universitaire Anna Lebedev, spécialiste des sociétés post-soviétiques, a consisté à maintenir les services publics hospitaliers, scolaires ou culturels. Si les infrastructures de santé sont vieillissantes, la population bénéficie d'un système de santé universel avec une politique de prévention et de visites obligatoires. » Le taux d'alphabétisation avoisine les 100 % et l’espérance de vie a augmenté de six ans entre 2002 et 2018 pour atteindre 74 ans. La Biélorussie connaît par ailleurs un taux de mortalité infantile de 2,6 pour 1 000 naissances, soit un niveau notamment inférieur à ceux de la France et de l'Allemagne.
Dans son rapport annuel de 2015, la Confédération syndicale internationale classe la Biélorussie, dirigée par Loukatchenko, parmi les dix pays offrant les pires conditions de travail au monde, eu égard aux répressions subies par certains salariés et représentants syndicaux en raison de leur militantisme.

## Tourisme

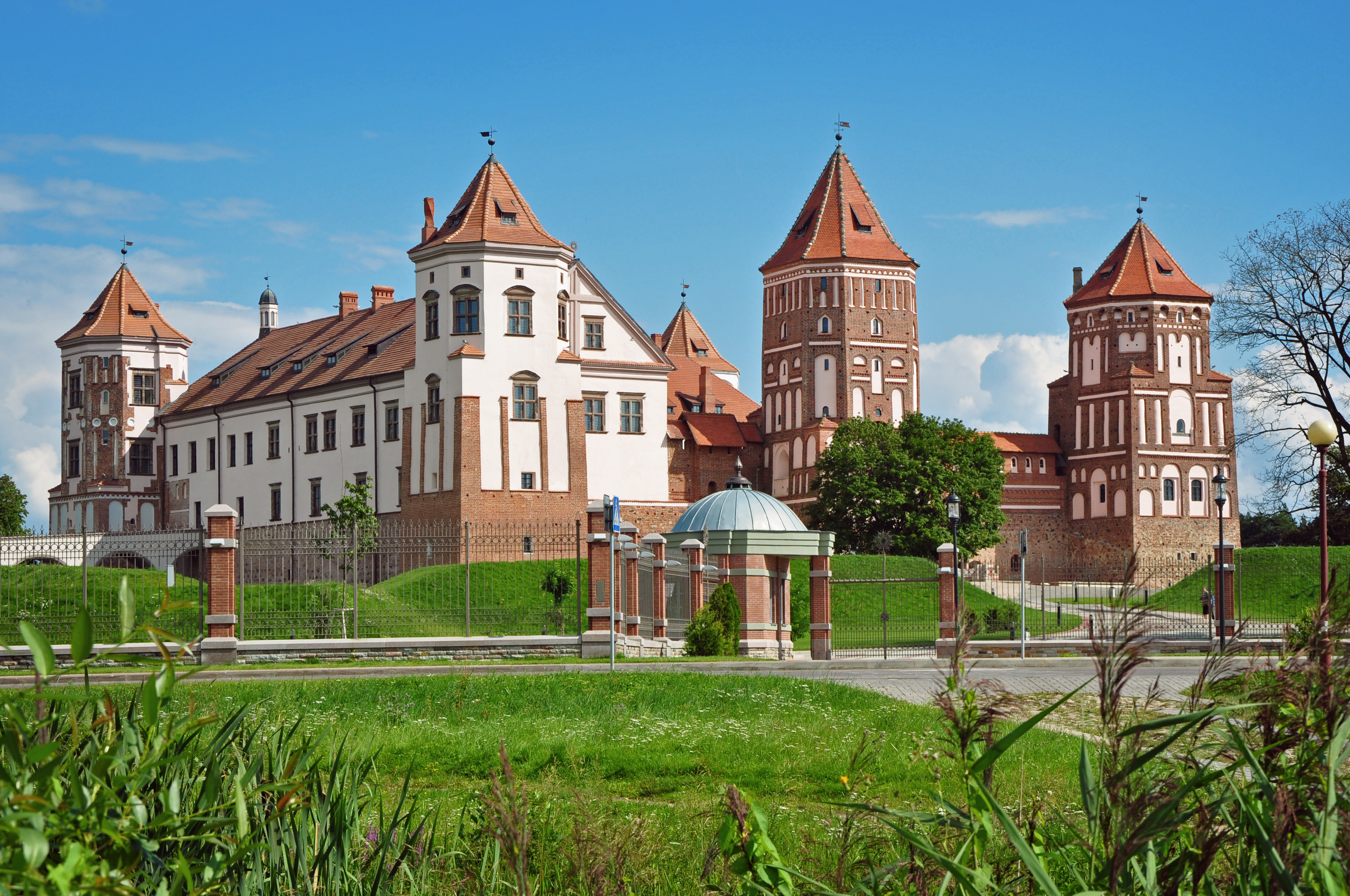
Le château de Mir.

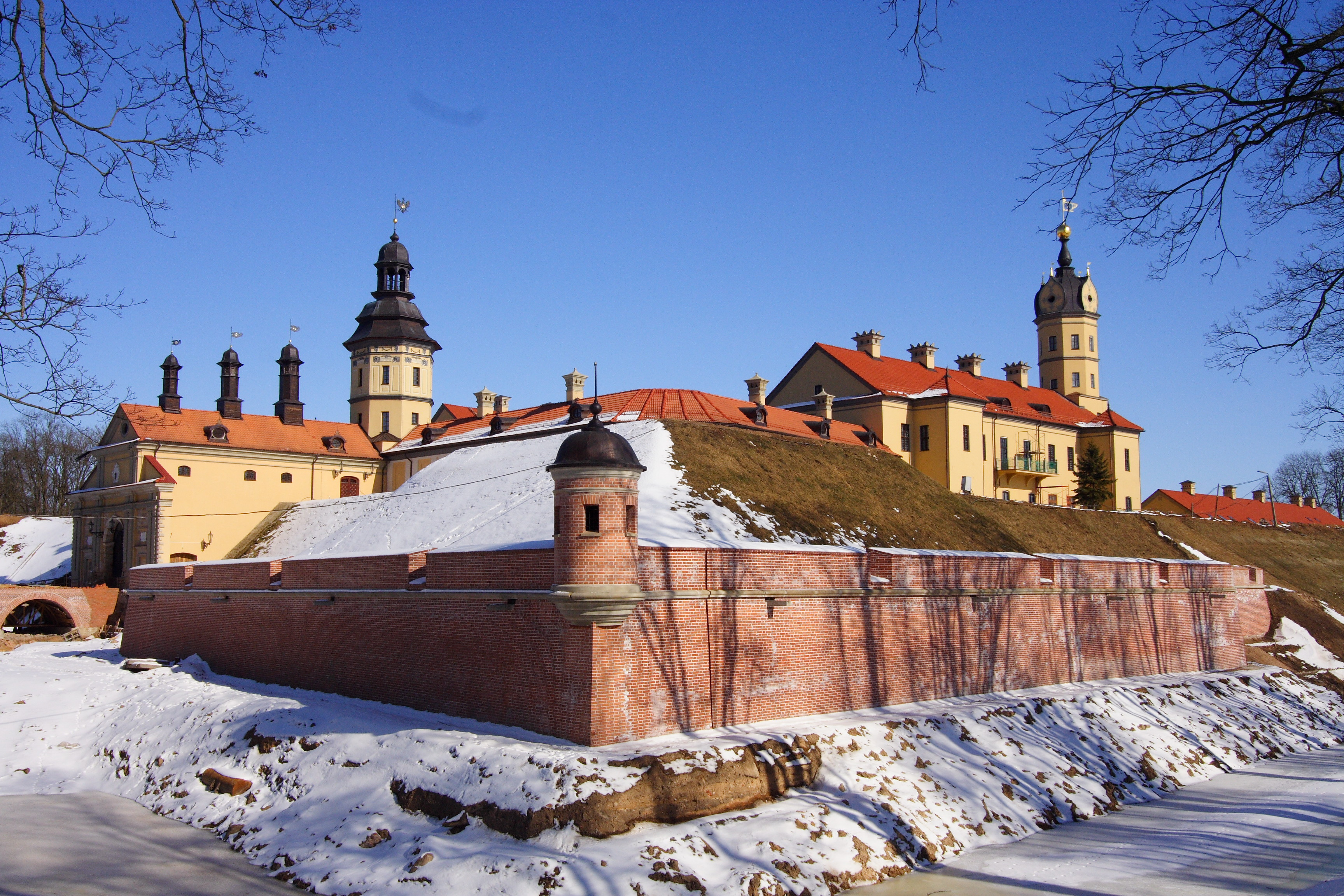
Le château de Niasvij.

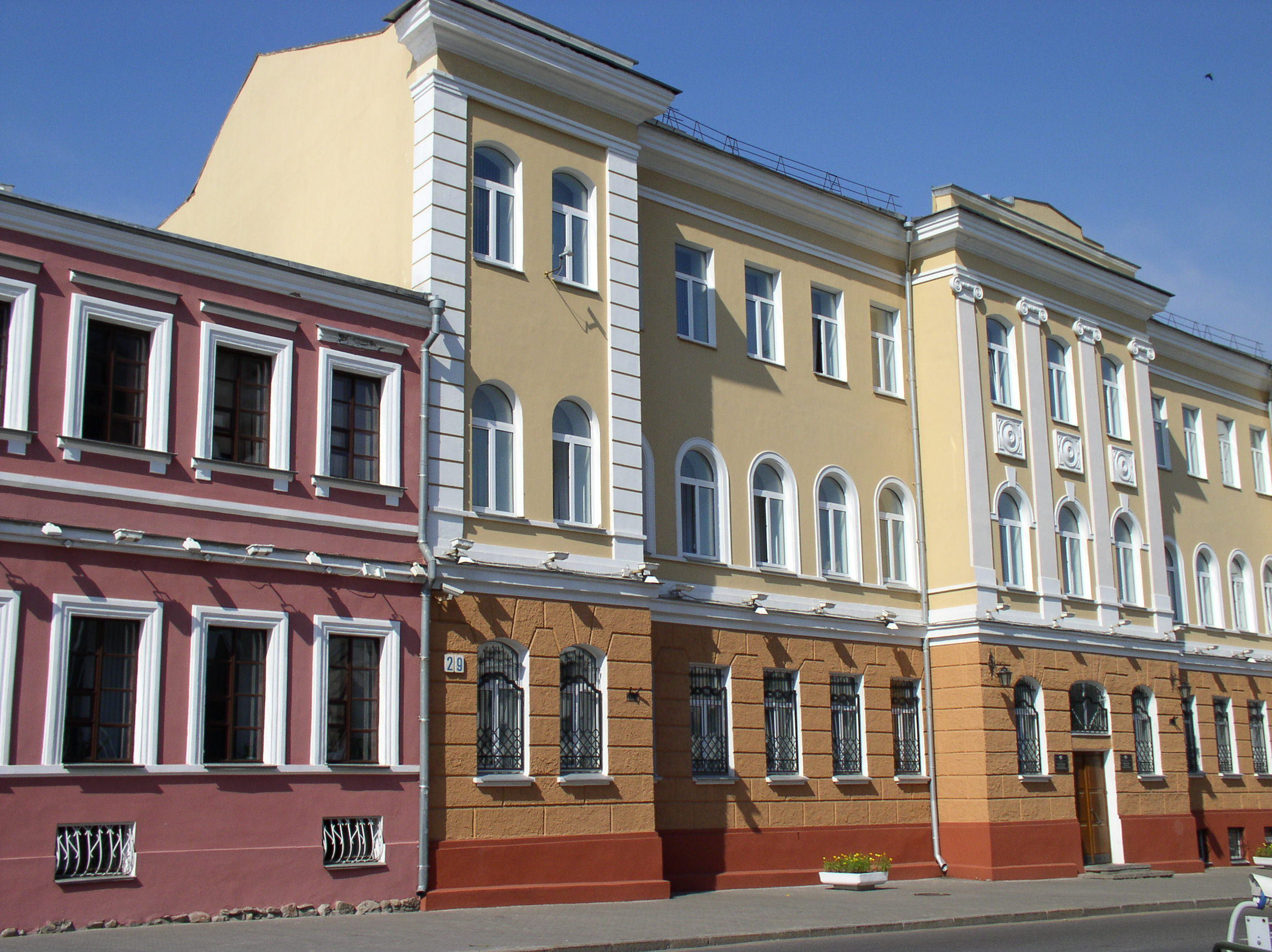
La vieille-ville de Minsk.

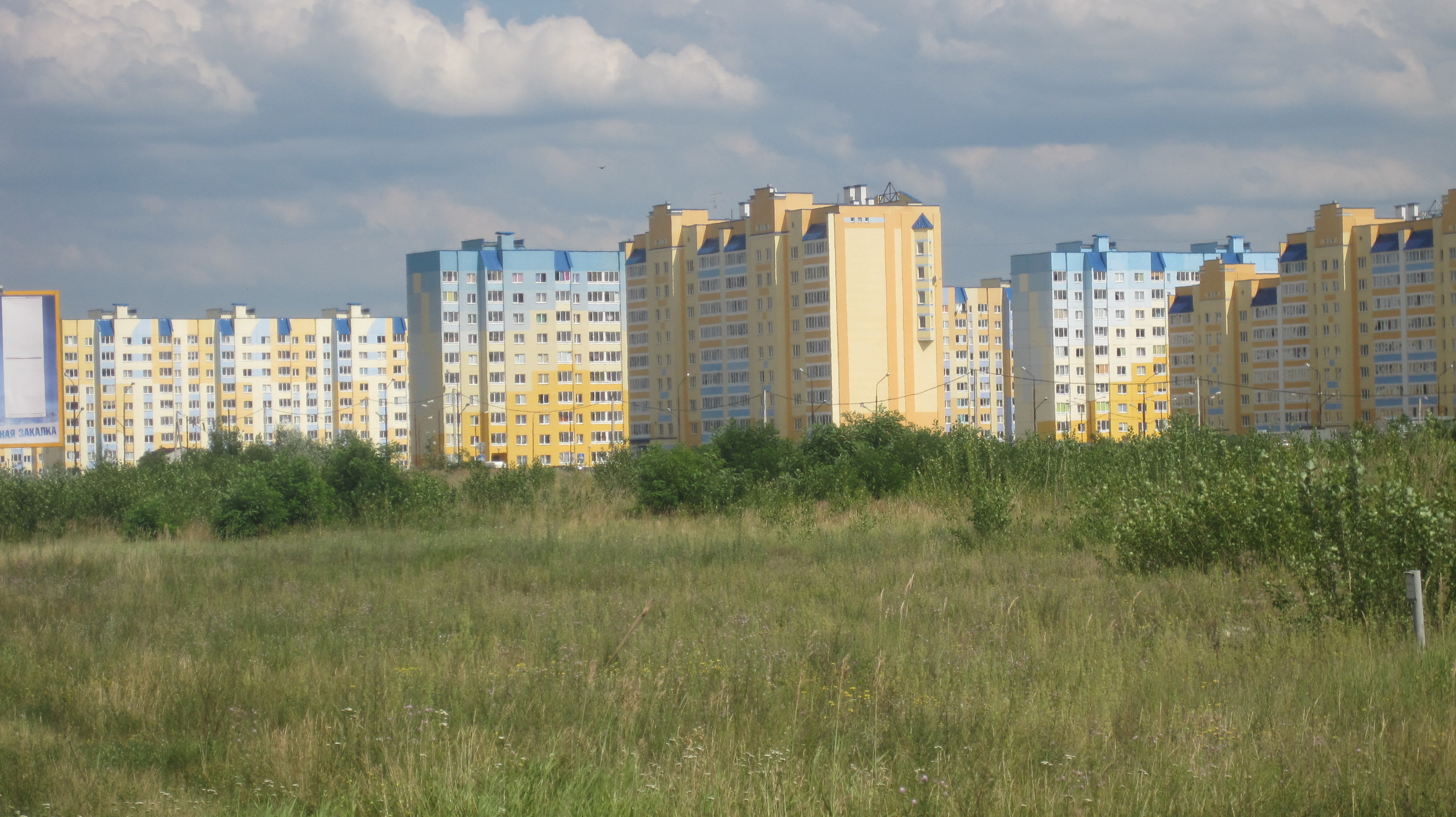
Brest : immeubles d'habitation (2012).

Le tourisme, désigné en 2012 grande priorité nationale, a connu un essor considérable grâce au développement des infrastructures entre 2011 et 2015. Le nombre annuel de touristes est ainsi passé de 60 000 en 2000 à plus de onze millions en 2018.
L'ouest de la Biélorussie est devenu plus attractif depuis quelques années pour les Baltes de Lituanie et de Lettonie et les Polonais, du fait de leur proximité géographique, de leur connaissance fréquente de la langue russe ou biélorusse et d'un niveau de vie financièrement plus élevé, depuis l'entrée de leurs pays dans l'Union européenne. Le transit frontalier est favorisé par l'utilisation d'autocars affrétés auprès d'agences de voyages européennes occidentales ou biélorusses pour organiser du tourisme de groupe.[réf. souhaitée] (Voir, par exemple, le site touristique officiel en polonais dans les liens extérieurs cités en dessous de cet article). La ville de Hrodna exerce une attraction importante du fait de son patrimoine religieux restauré qui appartient au catholicisme, à l'orthodoxie et au judaïsme.
Les voyages en Biélorussie de touristes européens individuels sont plus difficiles qu'à l'intérieur de l'Union européenne : l'obtention d'un visa est obligatoire (le séjour doit être authentifié hôtel par hôtel s'il n'est pas organisé chez l'habitant), obligation d'une inscription dans des offices de l'immigration pour des voyages de plus de 15 jours. Inversement, les voyages des Biélorusses en Europe dans l'espace Schengen leur occasionnent des difficultés similaires.
Dans le sud du pays, certaines zones militaires sont interdites aux touristes européens, et aux citoyens biélorusses eux-mêmes. Mais surtout, dans le sud du pays, ce sont les zones contaminées par l'accident nucléaire de la centrale de Tchernobyl, en avril 1986, qui sont interdites aux touristes européens et étrangers. Toutefois, il est possible d'aller en certains lieux, en obtenant des « laisser-passer » ou dérogations de l'administration militaire biélorusse, le plus souvent délivrés à des citoyens biélorusses ou russes. Il faut justifier le sens de sa présence en ces lieux, dire si l'on connait quelqu'un, etc. Obtenir une autorisation est très long, avec un minimum d'attente de au moins une semaine, qui décourage souvent les visiteurs demandeurs. Globalement, la législation est plus favorables aux citoyens de Biélorussie, et aux visiteurs russes, et de la CEI. Les visiteurs étrangers qui contournent les ordres pour aller vers les zones interdites sont généralement expulsés de Biélorussie, avec signalement au tampon rouge sur les passeports et signalements à l'ambassade à l'étranger, qui refusera toute nouvelle demande de visa[réf. nécessaire].
Le canal d'Augustów, qui relie la ville d'Augustów en Pologne à Hrodna en Biélorussie, depuis qu'il a été restauré en 2005, est un exemple des contacts qui se renouent entre les deux pays. La demande d'inscription (2004) dans le Patrimoine mondial UNESCO, faite conjointement par la Pologne et de la Biélorussie pour ce canal est un exemple du travail en commun des deux pays voisins en matière touristique. Mais depuis cette période il n'y a pas eu d'évolutions.
L'architecture des villes a souffert des ravages de la Seconde Guerre mondiale. La restauration après la guerre a été marquée par le sceau de l'architecture stalinienne. Le patrimoine ancien qui avait été détruit est maintenant restauré à l'identique. Le patrimoine nouveau tente d'échapper à la morosité des barres et des tours servant à l'habitation. La ville de Minsk, en est l'exemple le plus important, du fait de sa taille et de son statut de capitale.
Les sites UNESCO du château de Mir et du château de Niasvij, la ville de Homiel, la ville de Hrodna avec ses églises bernardines et jésuites, ainsi que sa synagogue, sont des sites d'intérêt touristique. La ville de Brest (anciennement Brest-Litovsk), à la frontière avec la Pologne, a une histoire et un patrimoine intéressants du fait de sa position géographique au carrefour du monde slave oriental et occidental. La ville de Vitebsk attire aussi les amateurs de Marc Chagall, peintre natif de cette ville, et un musée lui est consacré. Au nord-est, la ville de Mahiliow est un lieu historique pour la période de la Seconde Guerre mondiale, mais on trouve encore dans les villages des environs de la ville des rares traces du passage des troupes napoléoniennes, sous forme des tombes de soldats de l'armée française restées après l'épopée.
Le baroque biélorusse est un style architectural qui est représenté par de multiples édifices religieux, appartenant à plusieurs religions (orthodoxe, catholique, gréco-catholique). L'Église du Corpus Christi (Niasvij) est le premier édifice baroque construit en Europe orientale suivant le modèle de l'église de l'Église du Gesù de Rome, du XVIe siècle.
La forêt de Białowieża (Belovej), partagée avec la Pologne, est une forêt primaire d'Europe qui est restée à l'écart de la plupart des influences humaines. Les marais du Prypiat, ou marais du Pripiat, au sud du pays, présentent une diversité biologique remarquable, et des paysages typiques des zones de marais. Pour les Biélorusses, le lac Naratch, au nord-ouest du pays, est une destination touristique privilégiée, du fait de l'absence d'accès à la mer dans ce pays.

## Démographie

Évolution de la population entre 1960 et 2015 (en milliers d'habitants).

On constate que la population du pays augmente entre 1960 et 1993, diminue entre 1993 et 2012, puis stagne depuis 2012.
En 2005, la Biélorussie comptait 10 350 194 habitants dont 78 % de Biélorusses, 13 % de Russes, 5 % de Polonais et 2,3 % d'Ukrainiens. Les 0-14 ans représentent 16 % de la population, les 15-64 ans 68 %, les plus de 65 ans 14,6 %. L'espérance de vie est de 63 ans pour les hommes, et 75 ans pour les femmes. Le taux de croissance de la population est de 0,4 % par an. La natalité est de 10,83 ‰, pour 1,4 enfant par femme, la mortalité de 14,15 ‰. La mortalité infantile est de 13,37 ‰. Le taux de migration est de 2,42 %. La population est majoritairement bilingue, et parle russe, ou possède des notions de cette langue, à plus de 85 %.
Le pays a connu cinq crises démographiques majeures au cours de son histoire :
- 1563-1566 : épidémie de peste ;
- 1654-1667 : guerre entre la Russie et le grand-duché de Lituanie (la moitié de la population disparaît) ;
- 1700-1721 : grande guerre du Nord contre la Suède (un tiers de la population est tué) ;
- 1914-1917 : Première Guerre mondiale (1,2 million de morts) ;
- 1941-1945 : Seconde Guerre mondiale (un quart de la population succombe, un million de personnes sont déplacées).

Le taux de fécondité est estimé à 1,4 enfant par femme en 2019.

### Langues
Les langues officielles de la Biélorussie sont le biélorusse, qui est la langue nationale du pays et la langue maternelle de 53 % des Biélorusses, et, depuis 1995, le russe, qui est la langue maternelle de 42 % de la population du pays.
La population est majoritairement bilingue et parle ainsi également le russe, ou possède des notions de cette langue, à 84 % (soit 7 978 400 Biélorusses en 2009). La langue biélorusse n'est parlée couramment que par une minorité de la population dans les campagnes (12 % des Biélorusses), la langue du quotidien dans les villes importantes étant le russe (72 %), les 16 % restants utilisent un mélange des deux langues.
Les Biélorusses savent pour 29 % parler, lire et écrire le biélorusse, 52 % savent uniquement le parler et le lire sans savoir l'écrire, tandis que 10 % ne comprennent pas du tout la langue.
Les actes officiels sont rédigés en russe, ceux qui le sont en biélorusse étant pratiquement inexistants.
Sont également parlés, de façon minoritaire, le polonais, l'ukrainien et le yiddish.

## Santé
La Biélorussie possède le nombre de lits d'hôpitaux pour 1 000 personnes le plus élevé au monde. Il s'élève en 2013, selon la Banque mondiale, à 11 pour 1 000 personnes, contre 6,5 en France et 2,9 aux États-Unis.

## Sports

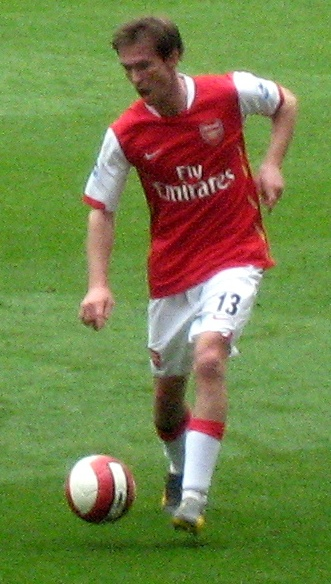
Alexander Hleb sous les couleurs d'Arsenal.

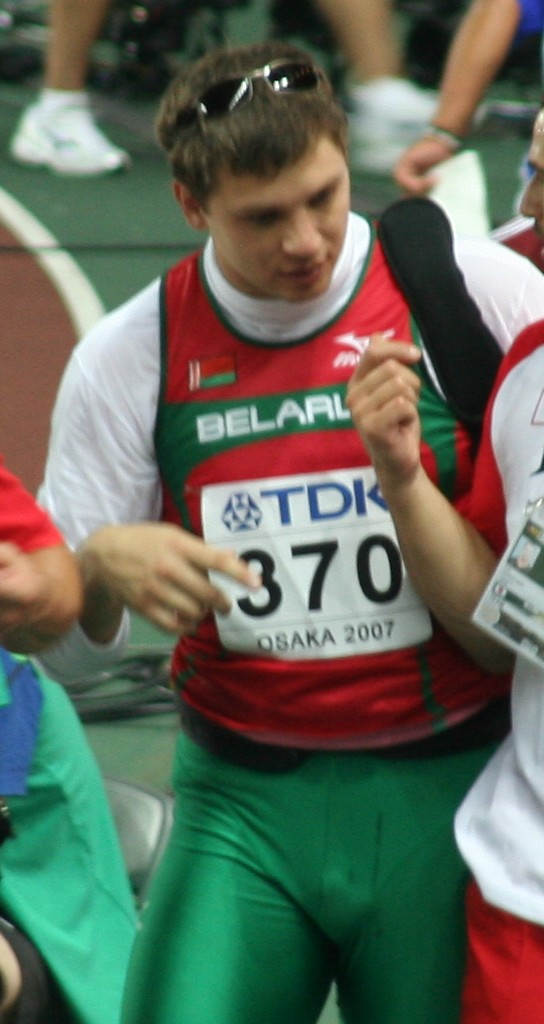
Vadim Devyatovskiy.

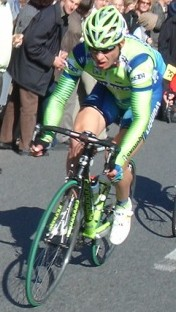
Aliaksandr Kuchynski.

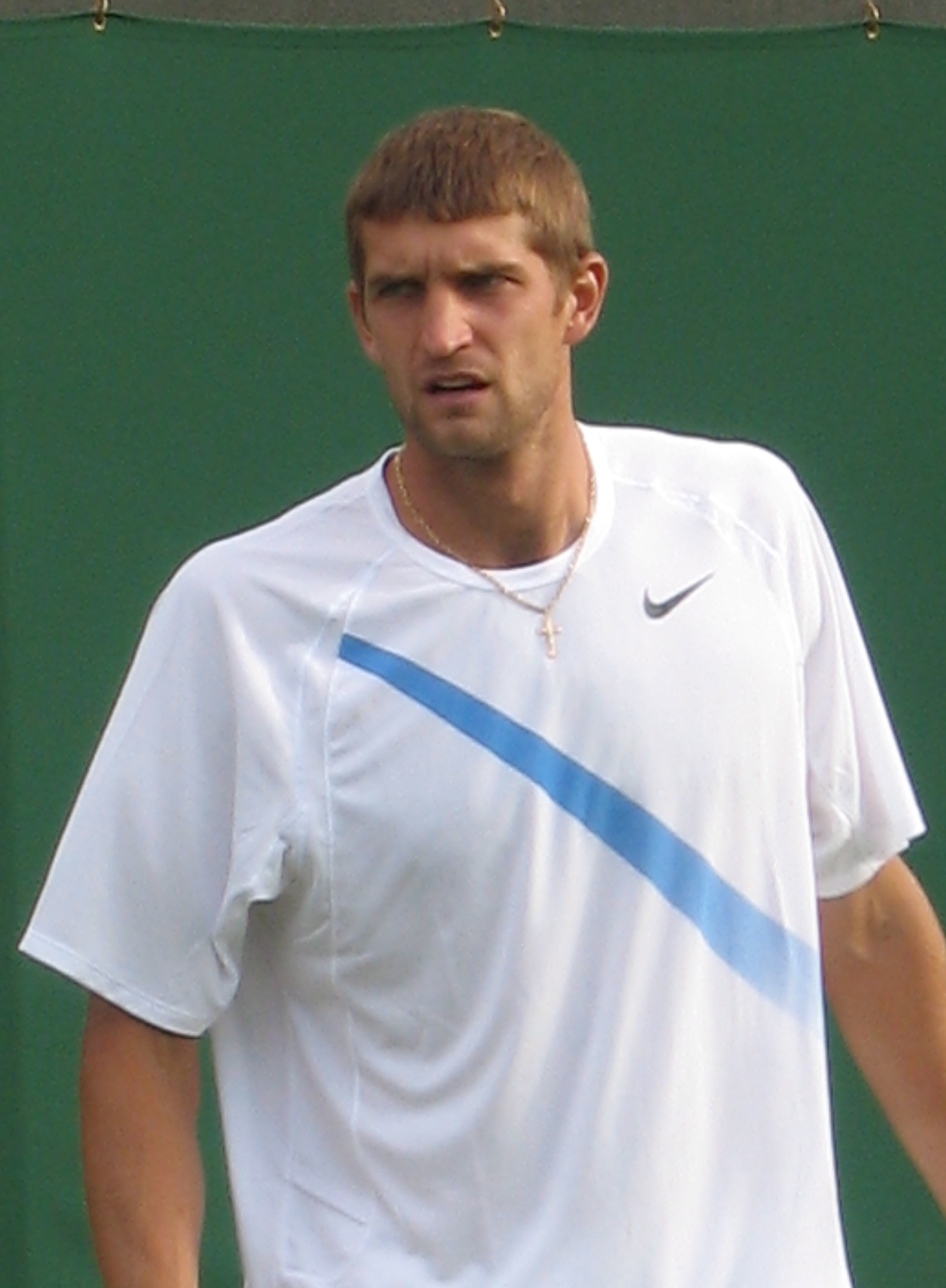
Max Mirnyi.

Le hockey sur glace est le sport national en Biélorussie. La Biélorussie est 10e au classement IIHF et a comme meilleur résultat une 4e place aux Jeux olympiques de 2002. Ses meilleurs joueurs sont Ouladzimir Dzianissaw, Mikhail Hrabowski, Andreï Kastsitsyne et Sergei Kostitsyn. Le 78e Championnat du monde de hockey sur glace s'est disputé en Biélorussie du 9 mai au 25 mai 2014 dans la ville de Minsk.
En football, l'équipe nationale biélorusse ne s'est jamais qualifiée pour la phase finale d'une grande compétition internationale (Coupe du Monde, Euro) depuis son indépendance en 1990. Néanmoins, la Biélorussie compte quelques bons joueurs tels que Vitali Kutuzov (notamment passé dans de grands clubs italiens comme le Milan AC, l'UC Sampdoria ou Parme AC) mais surtout, avec Aliaksandr Hleb, un joueur de classe mondiale, qui a réalisé de grandes performances dans tous les clubs où il est passé (VfB Stuttgart, Arsenal FC, FC Barcelone…) et qui joue désormais au FK Isloch Minsk Raion. Hleb avait été transféré d'Arsenal à Barcelone en 2008 pour 15 millions d'euros. Le football biélorusse a fait parler de lui en 2008 avec la qualification du club phare biélorusse, le FK BATE Borisov pour les phases de poules de la Ligue des champions, ce qui constitue un exploit historique pour la Biélorussie. Lors des tours préliminaires, le FK BATE Borisov avait éliminé les Belges du RSC Anderlecht puis les Bulgares du Levski Sofia qui étaient des adversaires supérieurs sur le papier. Le BATE Borisov a de nouveau participé aux phases de poules de la Ligue des champions en 2012 et en 2014.
L'équipe nationale masculine de handball s'est déjà qualifiée neuf fois pour la phase finale d'une grande compétition internationale (8e à l'Euro 1994, 9e au Mondial de 1995, 15e à l'Euro 2008, 15e au Mondial de 2013, 12e à l'Euro 2014, 18e au Mondial de 2015, 10e à l'Euro de 2016, 11e au Mondial de 2017, 10e à l'Euro de 2018) depuis son indépendance en 1990, tandis que leurs homologues féminines se sont quant à elles qualifiées six fois pour une phase finale (16e au Mondial de 1997, 14e au Mondial de 1999, 11e à l'Euro 2000, 16e à l'Euro 2002, 16e à l'Euro 2004, 12e à l'Euro 2008). La Biélorussie compte et a compté quelques joueurs de talents tels que Mikhaïl Iakimovitch, vainqueur de cinq Ligues des champions, de quatre Coupes des coupes, d'une Coupe EHF ainsi que de deux Supercoupes d'Europe, ou Alexandre Toutchkine, vainqueur de cinq Ligues des champions, d'une Coupe des coupes et d'une Coupe des Villes. On peut également citer des joueurs tels que Andrej Klimovets, Dimitri Nikulenkau ou encore Siarhei Rutenka, vainqueur de six Ligues des champions et de deux Supercoupes d'Europe, alors que chez les femmes on peut citer Elena Abramovitch ou encore Anastasia Lobach. Au niveau des clubs, le SKA Minsk a dominé le handball biélorusse des années 1990 aux années 2000 : meilleur club soviétique des années 1980 avec six championnats et trois Coupes d'URSS remportés ainsi que, au niveau international, trois Coupe des clubs champions et deux Coupes des coupes, la formation remporta onze fois le championnat biélorusse, sept fois la Coupe de Biélorussie, six championnats d'URSS ainsi qu'une Coupe Challenge (C4) en 2013. Cependant la suprématie du SKA Minsk est stoppée par le HC Meshkov Brest qui est donc le deuxième club de Biélorussie en matière de titre : il a remporté neuf fois le championnat biélorusse et dix fois la Coupe de Biélorussie. Vers le début des années 2010, un autre club de la capitale réussit à freiner Brest : le HC Dinamo Minsk qui a remporté cinq fois le championnat biélorusse et une fois la Coupe de Biélorussie avant de disparaître à cause de problèmes financiers. Depuis lors, le leadership est assuré par le HC Meshkov Brest qui représente la Biélorussie en Ligue SEHA et en Ligue des champions. Chez les dames, le BNTU Minsk (anciennement Politechnik Minsk), avec quasiment tous les titres remportés depuis la création du championnat, domine la compétition. Un seul autre club a remporté le championnat, le HC Gorodnichanka en 2008 avant que le HC Homiel ne remporte la compétition en 2016 et 2017.

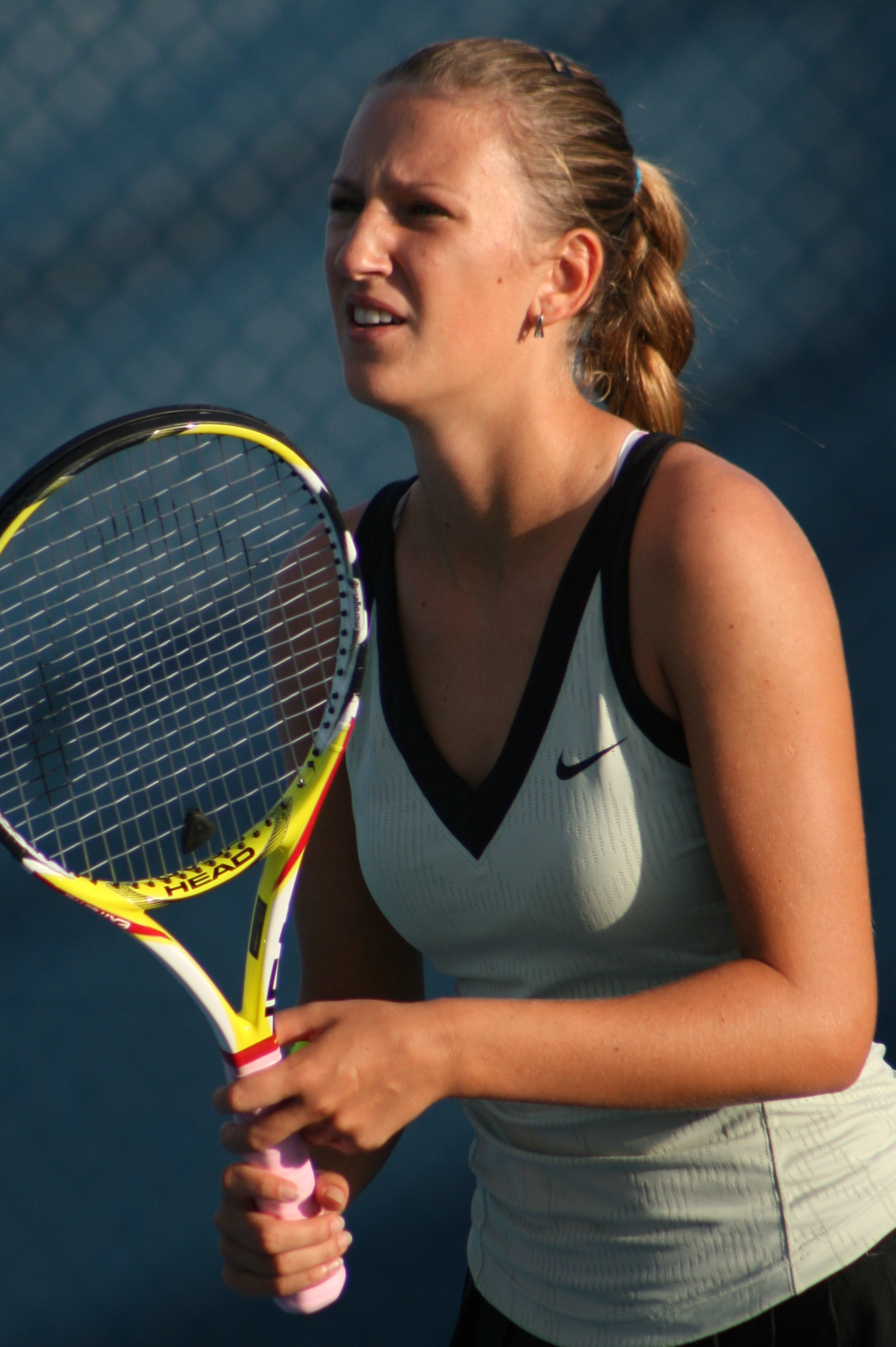
Victoria Azarenka.

En athlétisme, la Biélorussie est omniprésente dans les épreuves de lancer, en particulier, le lancer du marteau et du poids. Cependant, les lanceurs biélorusses sont souvent soupçonnés dans des affaires de dopages comme Ivan Tsikhan et Vadzim Dzeviatouski qui furent respectivement médaille d'argent et de bronze du lancer du marteau lors des Jeux olympiques d'été de 2008 et qui quelques jours après la fin des JO furent contrôlés positifs. Aksana Miankova, chez les femmes, fut championne olympique du lancer de marteau lors des JO de Pékin.
En cyclisme, la Biélorussie compte quelques bons coureurs comme Vasil Kiryienka (trois étapes du Giro, une de la Vuelta, champion du monde du contre-la-montre 2015) et Kanstantstin Siutsiou (une étape du Giro). Mais ces deux coureurs sont vieux, et personne ne semble pour le moment en mesure de les remplacer.
En tennis, la Biélorussie avait deux bons joueurs au début des années 2000, Max Mirnyi (ex-no 18 mondial et excellent joueur de double) et Vladimir Voltchkov (ex-no 25 mondial et qui a atteint les demi-finales de Wimbledon en 2000 alors qu'il n'était que 237e mondial). Depuis qu'ils ont mis fin à leur carrière en simple, la relève pourrait venir de Uladzimir Ignatik, qui fait partie des meilleurs jeunes joueurs de la génération née en 1990. La joueuse Victoria Azarenka représente également un grand espoir pour le tennis du pays. Déjà titrée à plusieurs reprises, elle compte une victoire à Miami remportée face à Serena Williams le 4 avril 2009. Elle fait son entrée dans le top 10 mondial le 6 avril 2009 et connaît la consécration en remportant son premier titre majeur en janvier 2012 à Melbourne, accédant ainsi à la première place mondiale.
En tennis de table Vladimir Samsonov est un joueur de tout premier plan, vice champion du monde en 1997, plusieurs fois champion d'Europe et vainqueur de la Coupe du monde de tennis de table à trois reprises.
En volley-ball, le joueur puis entraineur Vladimir Alekno est aussi mondialement connu.
En biathlon, la Biélorussie est représentée par Darya Domracheva, médaillée de bronze du 15 km des JO de Vancouver en 2010 et triple championne olympique des JO de Sotchi en 2014.
En championnat de combat libre UFC, Andrei Arlovski plusieurs fois champion du monde "Heavyweight".
En ski acrobatique, Alexei Grishin et Dmitri Dashchinsky ont remporté plusieurs titres olympiques et mondiaux.
En aviron, Ekaterina Karsten est deux fois championne olympique et cinq fois championne du monde en skiff.

## Culture
| Date                              | Nom français                      | Nom local | Remarques                                                           |
| --------------------------------- | --------------------------------- | --------- | ------------------------------------------------------------------- |
| 1er janvier                       | Nouvel an                         | Novy Hod  |                                                                     |
| 7 janvier                         | Noël orthodoxe                    |           |                                                                     |
| 14 janvier                        | Nouvel an orthodoxe               |           |                                                                     |
| 8 mars                            | Journée internationale des femmes |           |                                                                     |
| 15 mars                           | Jour de la Constitution           |           | Adoptée en 1994                                                     |
| variable                          | Pâques catholique                 |           |                                                                     |
| variable                          | Pâques orthodoxe                  |           |                                                                     |
| 9 jours après la Pâques orthodoxe | Jour du Souvenir                  | Radunitsa |                                                                     |
| 1er mai                           | Fête du Travail                   |           |                                                                     |
| 9 mai                             | Jour de la Victoire               |           | Victoire sur l'Allemagne nazie pendant la Grande Guerre patriotique |
| 3 juillet                         | Jour de l'Indépendance            |           |                                                                     |
| 25 décembre                       | Noël catholique                   |           |                                                                     |

## Statistiques nationales
- Lignes de téléphone : 4,37 millions (en 2017)[105]
- Téléphones portables : 11,4 millions (en 2017)[105] (soit une moyenne de 1,2 téléphone par habitant)
- Postes de radio : 3 millions (en 1997)
- Postes de télévision : 98,4% de familles (en 2017)[106]
- Utilisateurs d'Internet : 11,8 millions (en 2017)[105]
- Nombre de fournisseurs d'accès Internet : 4 (en 2000)
- Routes : 63 355 km (dont 60 567 km goudronnés) (en 1998)
- Voies ferrées : 5 512 km (en 2005)
- Voies navigables : n.c.
- Nombre d'aéroports : 101 (dont 44 avec des pistes goudronnées) (en 2005)

## Codes
La Biélorussie a pour code :
- BLR, selon la liste des codes pays utilisés par l'OTAN, code alpha-3,
- BLR, selon la norme ISO 3166-1 (liste des codes pays), code alpha-3,
- BLR, selon la liste des codes pays du CIO,
- BO, selon la liste des codes pays utilisés par l'OTAN, code alpha-2,
- BY, selon la norme ISO 3166-1 (liste des codes pays), code alpha-2,
- BY, selon la liste des codes internationaux des plaques minéralogiques,
- EW, selon la liste des préfixes OACI d'immatriculation des aéronefs,
- UM, selon la liste des préfixes des codes OACI des aéroports,
- Y3, Y4 et Y5, selon la liste des Vehicle Identification Number.